# Athus
Athus (prononcé [aty], luxembourgeois : Attem, allemand : Athem, wallon : Atu) est une localité et une section de la ville belge d'Aubange. Elle est située en Région wallonne, dans la province de Luxembourg, dans le Pays d'Arlon. On y parle le français et la langue vernaculaire traditionnelle est le luxembourgeois (qui est cependant de moins en moins utilisée).
Athus possède la particularité d'être située le long de deux frontières belges : celle avec le grand-duché de Luxembourg et celle avec la France. Le tripoint transfrontalier se situe au sud-est de la cité, jouxtant Rodange (canton d'Esch-sur-Alzette, grand-duché de Luxembourg) et Mont-Saint-Martin (département de Meurthe-et-Moselle, France).
Ce fut une commune à part entière entre 1878 (lorsqu'elle se sépare d'Aubange) et la fusion des communes de 1977 (date à laquelle elle y fut à nouveau rattachée).
Athus connut son essor grâce à l'activité métallurgique et sidérurgique, principalement à partir du XVIIIe siècle, et fut autrefois renommée pour son usine sidérurgique qui ferma ses portes en 1977, dans la foulée du déclin de la sidérurgie dans toute la région.
La localité compte 8 244 habitants au 1er janvier 2024 et est, à ce titre, la plus peuplée des entités de la ville d'Aubange (dont elle représente presque la moitié du poids démographique). Elle constitue un continuum bâti avec Aubange, Longeau et Guerlange, portant ce nombre à plus ou moins 13 000. De plus, Athus est intégrée au cœur d'une agglomération urbaine transfrontalière d'environ 130 000 habitants autour de l'avenue de l'Europe : l'agglomération transfrontalière du pôle européen de développement, dont elle est l'une des principales localités avec Longwy, Differdange et Pétange. Cette agglomération tient son nom de l'espace économique et industriel transfrontalier : le Pôle Européen de Développement, bordant tout le sud de la cité.

## Toponymie
Les premières appellations d'Athus sont d'origines franques (donc germaniques) : Athem. Le suffixe -hem qui provient du francique -heim. L'appartenance d'Athus au Saint-Empire romain germanique fit que, contrairement à ses voisines, ce suffixe resta et ne se changea pas en -court, comme ce fut le cas notamment pour Battincourt (dont le nom original était Beethem), qui, lui, passa aux mains du royaume de France et non de l'Empire (voir section Histoire). On trouve également deux autres noms pour Athus au temps où le village était divisé entre sa partie haute et sa partie basse, celles-ci respectivement dénommées « Obenathem » (Athus haut) et « Niederathem » (Athus bas). Athem est donc l'écriture la plus ancienne. Par la suite, on trouve plusieurs formes romanes pour l'écrire, comme Attus en 1259, Athue en 1301, pour ultérieurement devenir Atthu en 1677 ou encore Atus en 1777.
La prononciation correcte veut que l'on omette l'« s » finale (Phonétique:[aty]).

## Géographie

### Géographie politique

#### Situation

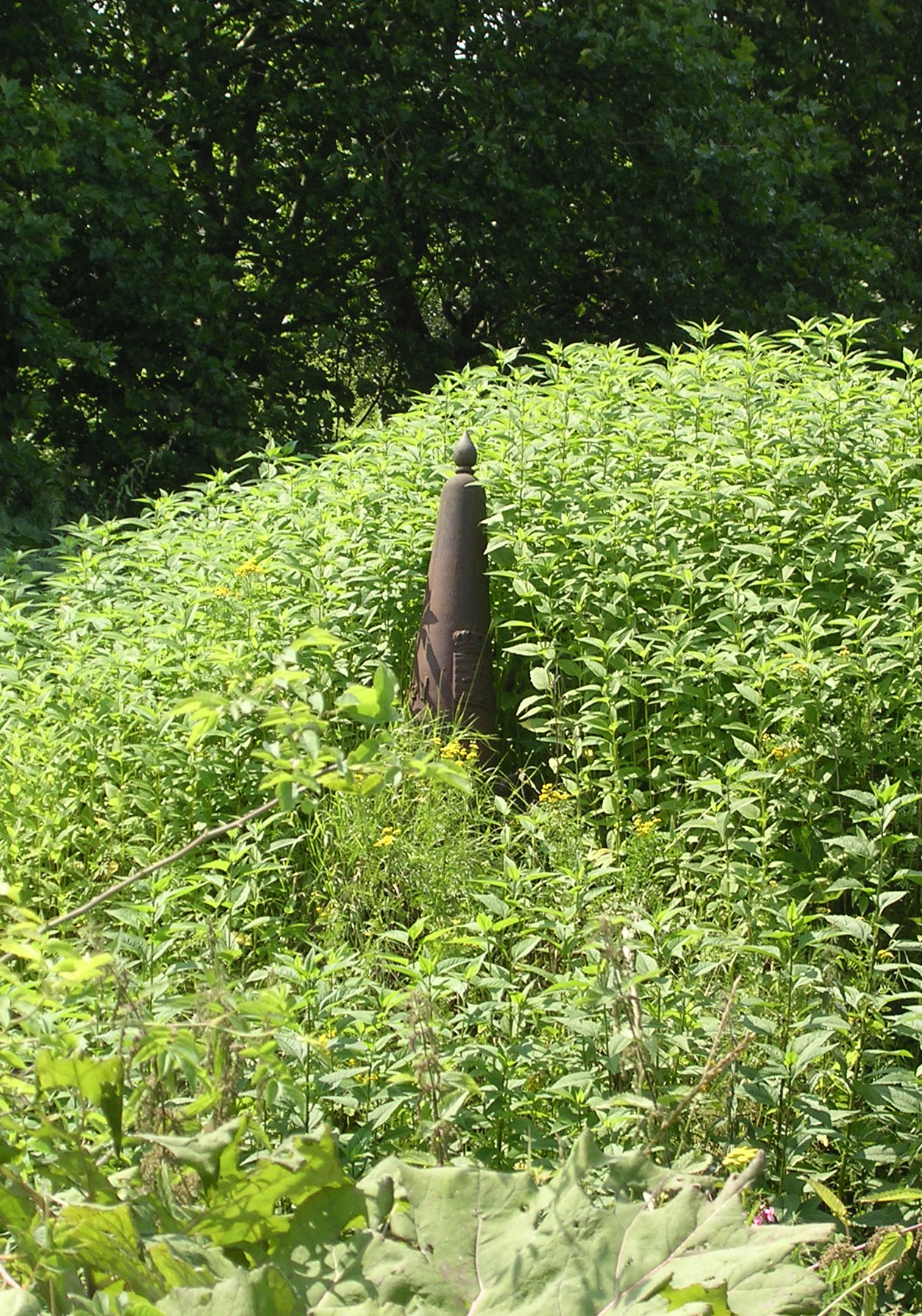
Athus partage le tripoint Belgique-France-Luxembourg avec Rodange et Mont-Saint-Martin.

Athus est située à l'extrême sud de la Belgique, plus précisément dans le Pays d'Arlon et fait partie de la Lorraine belge. Son territoire s'étend sur 578 hectares si l'on reprend les limites de l'ancienne commune d'Athus d'avant la fusion de 1977 (qui ne comprenait que la localité même). L'altitude moyenne est de 280 mètres au-devant de l'église. Cependant on compte un dénivelé maximum de 100 mètres entre le point le plus haut et le plus bas (au niveau de la Chiers).
Elle possède un emplacement géographique (et économique) notable car elle est située à la limite sud du territoire belge, délimitée à l'est par la frontière luxembourgeoise et au sud par celle avec la France. À ces trois frontières se situe le tripoint Belgique-France-Luxembourg autour de l'avenue de l'Europe.

#### La section d'Athus
L'actuelle section d'Athus se compose de trois localités :
- Athus
- Guerlange
- Noedelange (hameau)

Elle est, avec 7 646 habitants (au 31 janvier 2012), la plus peuplée des quatre sections de la ville d'Aubange. Elle est aussi la deuxième en termes de superficie, après Halanzy.
En Belgique, une section est normalement définie par les limites des anciennes communes d'avant la fusion de 1977. À cette date, les quatre (anciennes) communes d'Athus, d'Aubange, d'Halanzy et de Rachecourt créèrent donc la « nouvelle » (et actuelle) commune d'Aubange et leurs anciens territoires en devinrent théoriquement les actuelles sections. Cependant, lors de la fusion, le village de Guerlange et le hameau de Noedelange quittèrent la commune de Messancy pour s'adjoindre à la commune d'Aubange mais, n'étant pas autrefois une commune à part entière, ils ne constituaient pas une section à proprement parler et furent donc rattachés à celle d'Athus.
La section actuelle d'Athus est donc plus grande que les limites de l'ancienne commune d'Athus d'avant 1977.

### Géographie physique

#### Géologie
La Lorraine belge, dont fait partie Athus, est la seule région géologique du Jurassique (Ère secondaire) du pays. Elle est située entre la deuxième et la troisième cuesta de Lorraine : la cuesta charmouthienne au nord et la cuesta bajocienne au sud, cette dernière délimitant la frontière entre la France et la Belgique.
Les sols des environs sont principalement composés de grès tendres et de calcaires gréseux, ferrugineux ou non, qui forment la crête de la cuesta. Une quantité de fer importante est présente dans les calcaires et les calcaires gréseux, ce qui donne aux sols une couleur brun-rouge caractéristique et qui permit le développement de l'activité métallurgique dans la région. À quelques centaines de mètres de là, au grand-duché de Luxembourg, la région est d'ailleurs appelée la région des Terres Rouges.

#### Cours d'eau

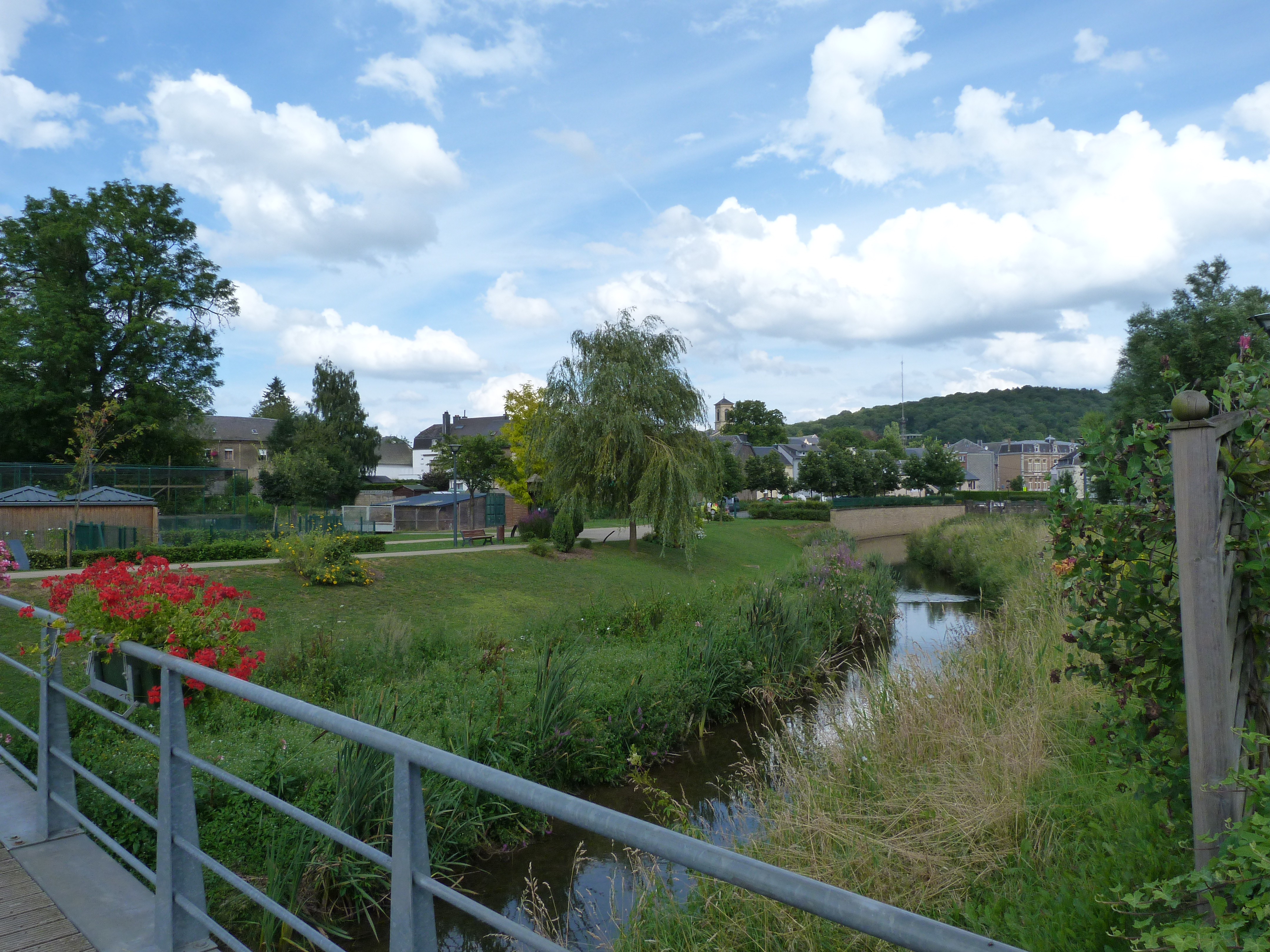
La Messancy vue depuis le parc animalier.

Athus est traversée par la Messancy qui se jette dans la Chiers (Kuer en luxembourgeois), celle-ci traversant une petite partie du sud de la cité. Leur confluent fut transformé en petite écluse lors de la création de l'usine sidérurgique à la fin du XVIIIe siècle, afin de capter les eaux pour alimenter les systèmes de refroidissement de cette dernière. À cet endroit, la Messancy a un débit quatre fois supérieur à celui de la Chiers. Ces deux rivières sont des affluents de la Meuse. Aucune d'entre elles n'est navigable à cet endroit. Une source d'eau est présente juste avant le confluent entre les deux rivières. Celle-ci créé un étang de 0.51 ha, rue Floréal, où l'on peut pratiquer la pêche.

#### Climat
Athus bénéficie d'un climat tempéré de type subatlantique. Cela signifie que les hivers sont généralement doux, les étés relativement frais (le tout par rapport au climat mondial), et le total des précipitations est élevé.
Voici un tableau représentant les températures maximales et minimales moyennes à l'ombre, en degrés Celsius, ainsi que la quantité de précipitations (pluie, neige, etc.) en millimètres, le tout en moyenne depuis 1984 dans la région d'Athus (le sud-est de la province de Luxembourg).
| Mois                                                | J    | F    | M    | A    | M    | J    | J    | A    | S    | O    | N   | D    | Moyenne annuelle |
| --------------------------------------------------- | ---- | ---- | ---- | ---- | ---- | ---- | ---- | ---- | ---- | ---- | --- | ---- | ---------------- |
| Températures maximales (°C) (moyennes et à l'ombre) | 2,7  | 4,6  | 7,9  | 12,8 | 16,8 | 20,1 | 21,7 | 21,1 | 18,5 | 12,7 | 6,8 | 3,2  | 12,4             |
| Températures minimales (°C) (moyennes et à l'ombre) | -2,8 | -1,9 | -0,2 | 3,3  | 6,6  | 10,0 | 11,6 | 11,4 | 8,6  | 4,5  | 1,3 | -1,6 | 4,2              |
| Précipitations (hauteur moyenne en mm)              | 93   | 72   | 70   | 68   | 77   | 79   | 80   | 76   | 75   | 87   | 95  | 102  | 81               |

## Démographie
Avec 7 757 habitants au 1er janvier 2020, Athus est la plus peuplée des localités de la ville d'Aubange et abrite presque la moitié de sa population (17 075).
Athus est également au cœur d'une agglomération urbaine transfrontalière de 127 622 habitants : l'agglomération transfrontalière du pôle européen de développement.
Le graphique suivant représente l'évolution du nombre d'habitants dans la cité depuis 1570, date du premier recensement connu.
On remarque trois évènements majeurs sur ce graphique :
- La chute de population en 1636 lorsque les épidémies et la guerre de Trente Ans ravagèrent ce qui n'était alors que le hameau d'Athus, et où toute population disparu jusqu'en 1648. On compta alors 3 habitants l'année suivante.
- La population de la cité en 1970 atteint environ 7 500 habitants, l'âge d'or de l'usine sidérurgique qui en faisait la richesse et la notoriété.
- La chute de la population à partir du début des années 1970, due à la mauvaise conjoncture économique et le début de la crise de la sidérurgie dans le bassin lorrain qui entraina la fermeture de l'usine d'Athus en 1977, ce qui fut une catastrophe industrielle, sociale, économique mais aussi démographique pour Athus. Le nombre d'habitants s'est finalement stabilisé dans les années 1980 et a commencé à ré-augmenter depuis la seconde moitié des années 2000 jusqu'à atteindre 7 367 au 31 décembre 2013. Cette augmentation lors des deux dernières décennies est surtout due à une affluence importante d'habitants d'origine étrangère, notamment portugais[12] comme c'est le cas dans beaucoup de villes et de villages luxembourgeois de nos jours. Athus est également devenue une cité dortoir au vu de sa situation géographique jouxtant le grand-duché de Luxembourg. En effet, les revenus salariaux de ce dernier sont plus avantageux[13] et attirent bon nombre de travailleurs qui toutefois restent résidents des pays voisins. Ce sont les travailleurs transfrontaliers

### Langues
Athus est officiellement et majoritairement francophone mais la langue vernaculaire historique est le luxembourgeois ou plus précisément l’Areler, qui en est un patois. Cependant, cette langue est de moins en moins parlée, au profit bien sûr du français, mais aussi d'autres langues amenées par l'immigration, comme le portugais.

## Histoire

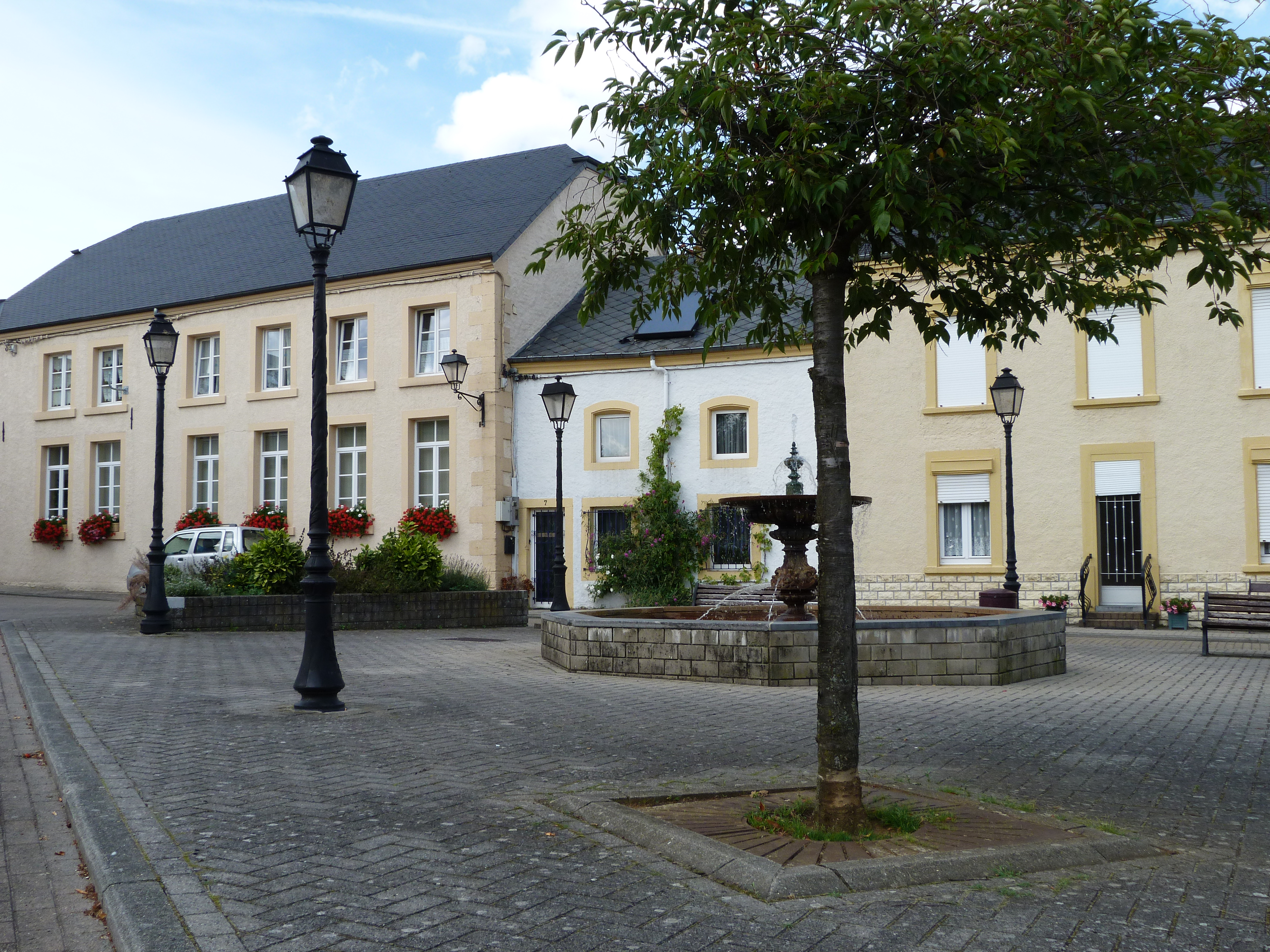
Le « quartier Pesch » est l'un des plus vieux quartiers d'Athus.

### Origines et période romaine
Les origines d'Athus sont sujettes à discussion entre trois possibilités : des origines celtes, romaines ou germaniques. Cependant, il semble que ce soit cette dernière qui soit la plus correcte. En effet la date de fondation du premier hameau se situe bien à l'époque de l'invasion romaine, probablement entre -54 et -53, et les Celtes, eux, vécurent également dans la région, mais pas à Athus. On trouve leurs traces dans les hameaux voisins de Guerlange et Clemency avec la découverte de plusieurs tombes et grâce à la toponymie de certains lieux. Mais les premiers Athusiens ne furent ni Celtes, ni Romains, mais bien des membres de la tribu germanique des Ubiens que Jules César autorisa à s'installer sur la rive droite du Rhin lorsqu'il le traversa. À cette époque, l'ancienne forteresse celte du Titelberg (grand-duché de Luxembourg) venait d'être restaurée par les Romains et quelques-uns des colons germains, recherchant la protection de l'occupant, vinrent s'installer au pied de celle-ci, devenue un camp romain, et y construisirent leurs fermes. Ainsi naquit la bourgade d'Athus. À cette époque elle se composait exclusivement d'agriculteurs germains qui assuraient le ravitaillement des habitants du Titelberg. Le premier lieu-dit connu fut la ferme Am Tumeltgen qui se situait au croisement des actuelles Grand-Rue et Rue Houillon.
Athus serait donc d'origine germanique et non romaine, comme la présence du tumulus (monument funéraire datant de 600 à 450 ans avant Jésus-Christ) de la Rue de Rodange semblerait le faire croire.

### Période franque

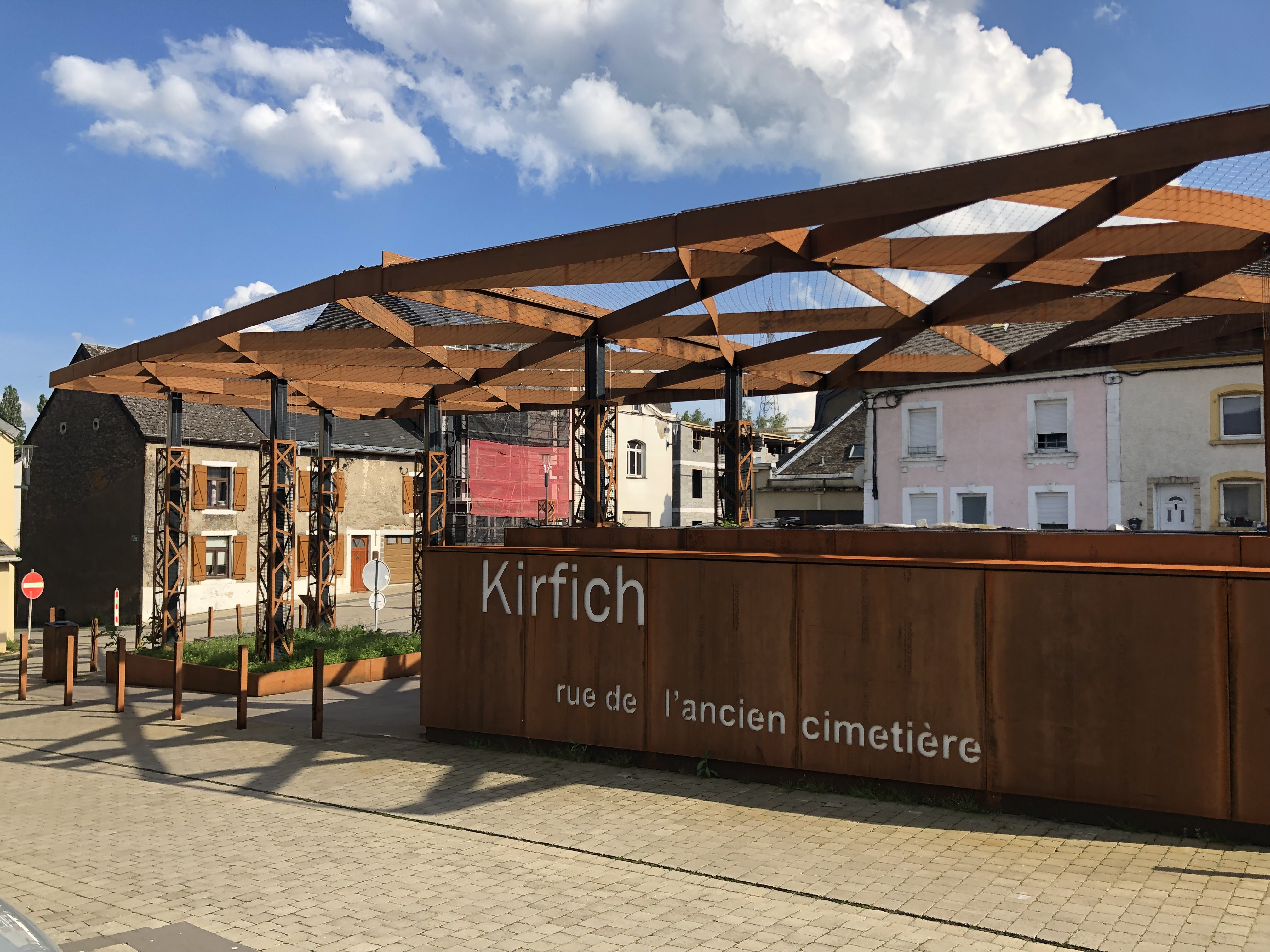
Le lieu-dit du Kirfich où fut créé un cimetière autour du XIVe siècle, est à l’endroit de l'actuelle Place Verte, rénovée en 2024.

Au IVe siècle commencent les invasions barbares et le déclin de l'Empire Romain d'occident. Vers 459, les Francs, descendant de l'Eifel, chassent les Romains et s'établissent dans nombre de régions, dont celle de l'actuel Luxembourg. C'est avec eux que le christianisme, venant de Trèves va s'introduire dans les populations conquises, remplaçant les religions de la Rome Antique et celles des peuples germaniques. En effet la première église régionale sera construite en 631 dans la bourgade voisine de Mont-Saint-Martin sous le roi mérovingien Dagobert Ier. Athus fait alors partie du royaume de l'Austrasie puis est intégrée au royaume franc en 751 sous Pépin le Bref, ensuite sous Charlemagne, qui crée son propre empire : l'Empire carolingien. À la mort de ce dernier (le 28 janvier 814) son immense territoire est scindé en trois parties, du nombre de ses petits-fils (traité de Verdun). Athus fait alors partie d'un de ces trois territoires : la Lotharingie (qui est toujours un royaume franc) créée en 855. Athus dépend de la Châtellenie de Longwy et de la seigneurie de Rodange. La Lotharingie fut scindée en 959 entre les duchés de Basse-Lotharingie et de Haute-Lotharingie, dans lequel se situe alors Athus. Le village passe sous le joug du comté de Luxembourg (lui-même faisant toujours partie de la Haute-Lotharingie) lors de sa fondation en 963 quand Sigefroy de Luxembourg acquiert les ruines d'un vieux fort romain appelé Castellum Lucilinburhuc, qui deviendra la place forte de Luxembourg Ville, jouant un rôle régional majeur.

### Période lorraine

Athus fait historiquement partie de la Lorraine, tout au moins de la partie belge et non de la Gaume.

En 1047, la Haute-Lotharingie change en quelque sorte de nom et devient le duché de Lorraine, qui est lui-même un état du Saint-Empire romain germanique. Athus sera séparée en deux en 1264 par le comte Henri II de Luxembourg qui lègue une partie de son village au Duc de Lorraine de l'époque: Ferry III. Naissent alors « Niederathem » (Athus-bas) et « Obenathem » (Athus-haut), mais en soi, cela ne change pas grand-chose car les « deux Athus » dépendent de toute façon toujours du même empire, (Saint-Empire romain germanique), également du même duché (celui de Lorraine donc), il n'y a que le comté qui change. Athus ne sera « réunifiée » physiquement qu'en 1830 avec la construction de la Grand-Rue.
Le village ne s'étend pas beaucoup et reste un hameau agricole. On note la création d'un cimetière entre 1360 et 1400 au lieu-dit Kirfich et un début de population résidente dans des chaumières et non plus dans des fermes, va se grouper tout autour. Vers 1500, Athus est prise en charge par les seigneurs de Noedelange et voit la naissance d'une chapelle jouxtant le cimetière (c'est aujourd'hui la Place Verte). On recense 3 fermes, 1 moulin et 70 habitants. En 1554 une épidémie de peste frappe le village.

### Période française

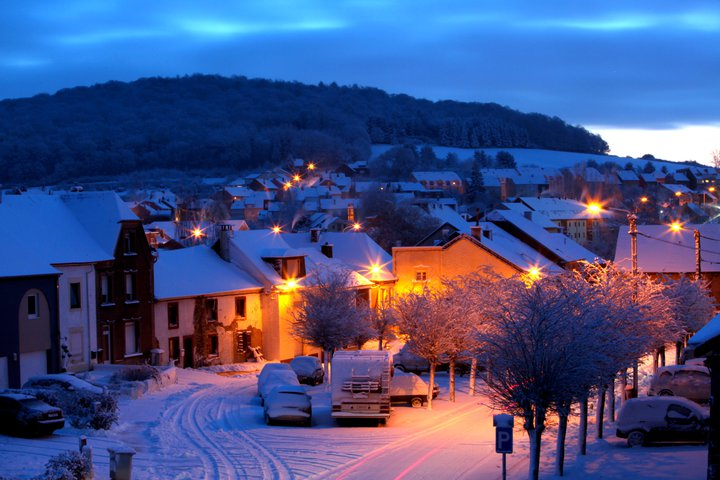
Le premier édifice religieux d'Athus était une chapelle se trouvant à la Place Verte, ici vue sous la neige au petit matin, en 2010.

En 1632, en pleine guerre de Trente Ans, le royaume voisin, la France de Louis XIII, envahit le Saint-Empire romain germanique et son duché de Lorraine, et occupe des places fortes, s'assurant des passages qui la relient à ses alliés pour affaiblir le Saint-Empire dirigé par la famille Habsbourg. Dans ce but, Longwy (châtellenie dont fait partie Athus) est prise en 1646, sous les ordres d'Henri de La Ferté-Senneterre. Théoriquement toujours duché de l'Empire, la Lorraine et Athus furent néanmoins occupées par les Français jusqu'à la fin des années 1670. C'est lors du traité de Nimègue, le 10 août 1678, que Longwy, et donc Athus, furent officiellement concédées à la France de Louis XIV, par Charles V de Lorraine. Ensuite, jusqu'à la convention du 16 mai 1769, Athus était un village du Barrois, rattaché au bailliage de Villers-la-Montagne.
La guerre et les épidémies ravagent le village : en 1636, Athus est abandonnée, il n'y a plus aucun habitant jusqu'en 1648 où la population revient doucement (on ne compte que 3 habitants l'année suivante...). Puis, en 1664, la vocation d'Athus va tout doucement changer, passant de l'agriculture à la métallurgie, entrainant une bonne fois pour toutes le repeuplement du hameau. En effet, un certain François Thomassin, prévôt d'Arrancy, installe un fourneau, le long de la Messancy près de l'actuel lieu-dit du Brüll, afin d'alimenter en fonte la forge d'Herserange qu'il vient de racheter.
Le 21 janvier 1718, le traité de Paris conclu entre Philippe d'Orléans et son beau-frère, le duc de Lorraine et de Bar, Léopold Ier cède tout le prévôté de Longwy, et donc Athus, à la Lorraine (à l'exception de la place forte et de la ville fortifiée par Vauban de Longwy même). Mais ce n'est que de courte durée car, en 1738, le traité de Vienne, fait repasser la Lorraine de François III, au sein du Royaume de France de Louis XV. En 1769, le village est cédé une nouvelle fois au duché de Luxembourg, alors dépendant des Pays-Bas autrichiens, et se retrouve à nouveau sous le joug des Habsbourg.
Pendant ce temps, en 1751, les forges d'Herserange et donc le fourneau athusien, sont rachetées par la famille d'Huart, qui aura plus tard une grosse importance dans la création de l'usine d'Athus. C'est à partir de ces années que le fourneau va être agrandi et que la population va commencer à croître rapidement. En 1769, on compte 50 ménages dans les deux parties d'Athus et en 1786, 75 maisons sont déjà recensées pour un total de 313 habitants.
Après la Révolution française de 1789, les troupes révolutionnaires se lancent dans les guerres de la Révolution et annexent les Pays-Bas autrichiens à la première République dès 1795. Ils y organisent le territoire en départements, en arrondissements, en cantons, puis en commune.
Athus relève alors de la commune d’Aubange, située dans le canton de Messancy, lui-même faisant partie de l'arrondissement de Luxembourg, l'un des quatre composants le département des Forêts. D'un point de vue religieux, le village fait partie de diocèse de Metz et du doyenné de Messancy. Il se sépare de la paroisse d'Aubange en 1808 et Croat Victor devient premier curé d'Athus.
En 1804, la République devient le Premier Empire après la proclamation de Napoléon Bonaparte d'être devenu Empereur des Français.

### Période luxembourgeoise
Après les défaites françaises lors de la campagne d’Allemagne les grandes puissances se réunissent au congrès de Vienne pour débattre du sort à réserver aux anciens territoires annexés par le Premier Empire. Souhaitant disposer d'un rempart contre les éventuelles nouvelles ambitions expansionnistes françaises, elles décident de créer un nouvel état, « tampon » entre le nouveau royaume de France et la Prusse. C'est ainsi que, le 15 mars 1815, le royaume uni des Pays-Bas voit le jour avec, comme souverain, Guillaume Ier de la maison d'Orange-Nassau. Au sud de ce nouvel état, Guillaume reçoit des territoires à titre personnel en échange de la cession à la Prusse des principautés d'Orange-Nassau, situées près de Coblence. Ces nouvelles possessions sont réunies sous la forme d'un grand-duché : le grand-duché de Luxembourg qui devient en outre un état-membre de la nouvelle confédération germanique. Athus fait alors partie de ce nouveau territoire.
Guillaume 1er devient donc grand-duc du Luxembourg et roi des Pays-Bas, les deux territoires formant une union personnelle, mais il gère son Luxembourg comme la dix-huitième province de son royaume. En effet, il y réorganise le territoire, notamment en 1823 lorsqu'il modifie l'attribution des anciens cantons français et créé de nouveaux arrondissements administratifs dont l'arrondissement administratif d'Arlon, auquel Athus appartient. Cette même année, Athus est rattachée au diocèse de Namur et l'on compte 453 habitants.
En 1827 est créée la première école. Trois ans plus tard, la Grand-Rue est construite, reliant physiquement une bonne fois pour toutes « Niederathem » et « Obenathem », pour former un grand village. En 1833, l'actuelle église Saint-Étienne est édifiée (le chantier ayant débuté quatre ans plus tôt), mais elle ne possède pas encore son clocher (il sera installé en 1863).

#### Question et scission du Luxembourg
| |  |  |
| Deux bornes délimitant la frontière belgo-luxembourgeoise portent le n°1 et sont situées de part et d'autre de la Chiers, autour du tripoint Belgique-France-Luxembourg. Elles furent érigées en 1843 après le traité de Maastricht. |  |  |

Après la révolution belge, à laquelle bon nombre de luxembourgeois se rallient, les huit provinces méridionales du royaume uni des Pays-Bas déclarent « l'indépendance du peuple belge, sauf les relations du Luxembourg avec la Confédération germanique. » mais en profitent pour annexer unilatéralement le grand-duché de Luxembourg au nouvel état, ouvrant à la « question du Luxembourg ». Celle-ci ne sera résolue qu'avec la signature du traité des XXIV articles, le 19 avril 1839 qui applique la scission du Luxembourg sur base d'un traité signé lors de la conférence de Londres huit ans plus tôt : le traité des XXVII articles, mais qui n'avait jamais été appliqué. L'article 2 dudit traité définit clairement la nouvelle frontière entre la Belgique et le Luxembourg :

« Dans le grand-duché de Luxembourg, les limites du territoire belge seront telles qu'elles vont être décrites ci-dessous :
À partir de la frontière de France entre Rodange, qui restera au grand-duché de Luxembourg, et Athus, qui appartiendra à la Belgique, il sera tiré, d'après la carte ci-jointe, une ligne qui, laissant à la Belgique la route d'Arlon à Longwy, la ville d'Arlon avec sa banlieue, et la route d'Arlon à Bastogne, passera entre Messancy, qui sera sur le territoire belge, et Clémency, qui restera au grand-duché de Luxembourg, pour aboutir à Steinfort, lequel endroit restera également au grand-duché. (...) »

Le Grand-duché est en fait divisé en deux parties selon des critères linguistiques : le « quartier wallon », de langues romanes (ardennais, gaumais, lorrain, wallon etc.), est octroyé à la Belgique, tandis que les territoires de langues germaniques (luxembourgeois, moyen allemand, moyen francique etc.) restèrent grand-ducaux, à l'exception du Pays d'Arlon auquel appartient Athus et qui, bien que d'idiome luxembourgeois, fut également attribué à la Belgique. La raison est politique et stratégique : lors de la signature du premier traité de Londres, l'ambassadeur plénipotentiaire du roi des français, Charles-Maurice de Talleyrand-Périgord, insista pour que la route menant de Metz à Liège, en passant par Thionville, Longwy, Arlon, Martelange et Bastogne (dont une partie du tronçon deviendront les actuelles routes nationales N883, qui traverse Aubange, N81 et N4), fût attribuée à la Belgique avec les villages des alentours. Ceci dans le but de la soustraire à l'influence de la confédération germanique, dont le Grand-Duché de Luxembourg demeurait un état-membre.
Il faut attendre le traité de Maastricht pour que la frontière entre la Belgique et le Luxembourg soit tracée avec précision et que les 507 bornes, dont 287 en fonte, soient installées. Les deux premières bornes se situent au tripoint Belgique-France-Luxembourg de part et d'autre de la Chiers, au sud d'Athus, et portent toutes les deux le numéro 1.

### Période belge

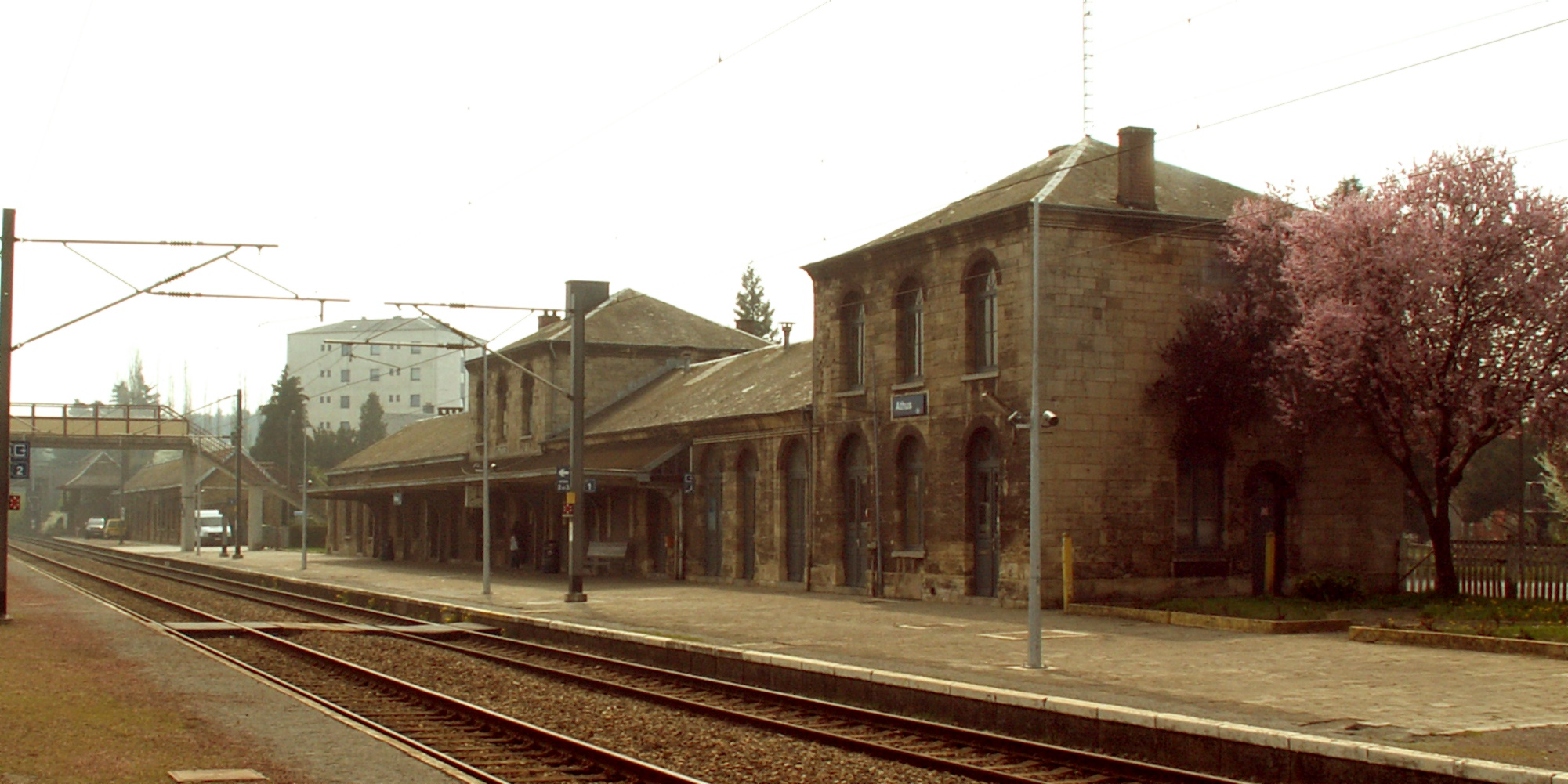
La gare sera inaugurée en 1862, avec l'arrivée du chemin de fer.

La stabilité politique du nouveau Royaume belge et le début de la révolution industrielle en Europe vont permettre à Athus de se développer autour de l'activité du fer.
En 1840 on entreprend d'extraire le minerai d'alluvions depuis le bois, le tout sur 8 ha, aux lieux-dits Hertschlberg et Langfeldt afin d'alimenter le fourneau.

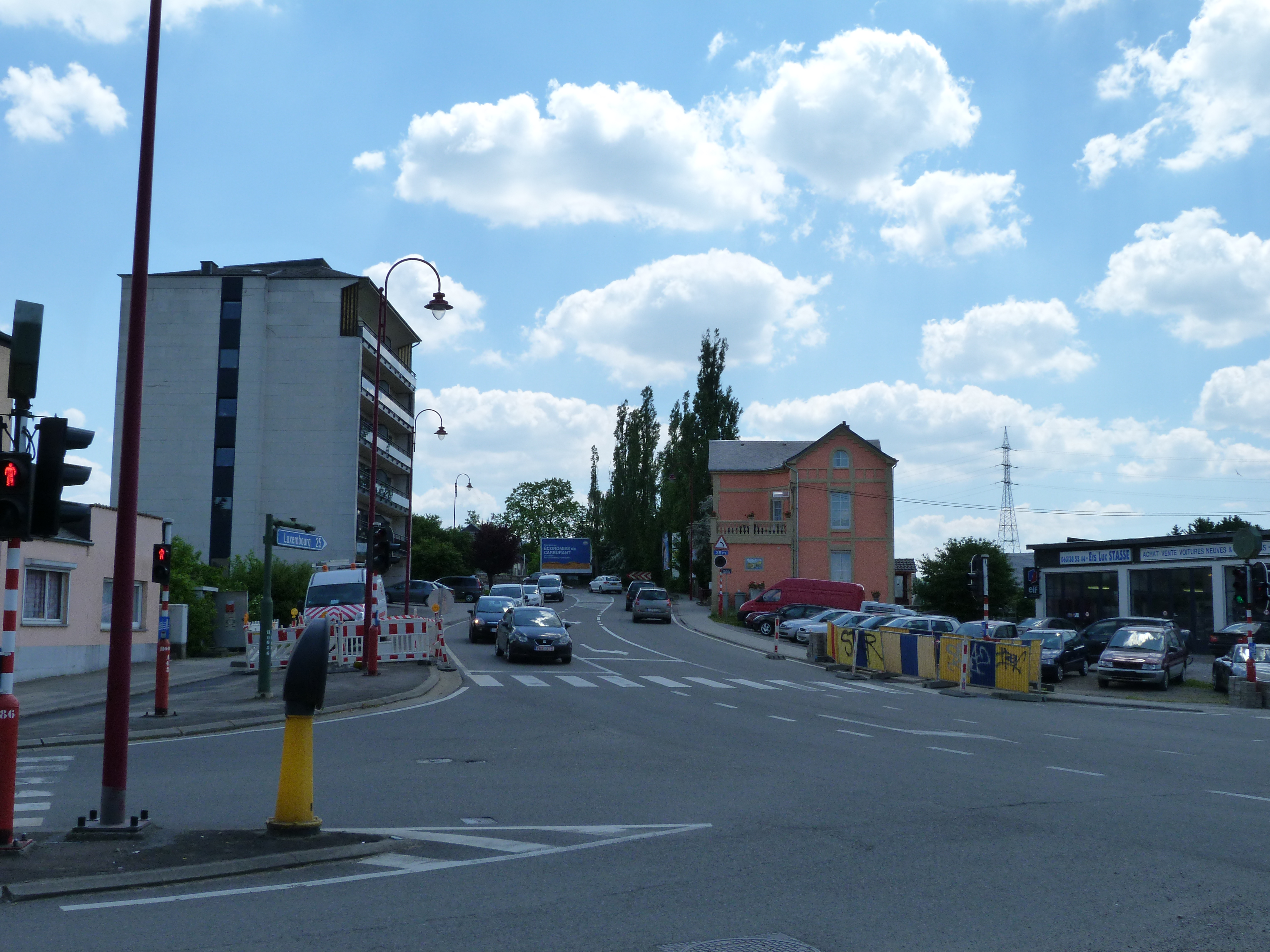
Quand la ligne de chemin de fer fut posée en 1862, un passage à niveau fut construit afin de pouvoir passer les rails. Celui-ci n'existe plus aujourd'hui et fut remplacé par le pont actuel et la rue de la Jonction en 1938. (Illustration)

Le chemin de fer arrive en 1862 avec la construction de la ligne 167 entre Athus et Arlon. La gare d'Athus sera édifiée cette même année par la Grande compagnie du Luxembourg. Pour ce faire, le cours de la rivière toute proche, la Messancy, sera détourné de quelques mètres par le tunnel que l'on connait aujourd'hui sous le nom de « Pont noir ». La gare sera connectée à Longwy un an plus tard et à Rodange en 1874 (ligne 171). En 1877 la ligne sera prolongée jusqu'à Signeulx puis petit à petit vers Virton et Bertrix créant la célèbre ligne 165 dite « l'Athus - Meuse ». Un passage à niveau sera édifié dans la Grand Rue pour aller vers Aubange en 1860. Il fut remplacé en 1938 par l'actuel pont, qui n'est plus en ligne droite dans le prolongement de la Grand Rue comme l'était le passage à niveau, et qui donna naissance à la rue de la Jonction (d'où son nom). Une passerelle pour les piétons sera également construite, d'abord en métal et en bois, puis une première fois en béton (en 1960) suivi d'une nouvelle, l'actuelle, toujours en béton, installée fin des années 1990.
En 1872, un arrêté royal autorise la formation d'un corps de sapeurs-pompiers volontaires afin de couvrir la cité ainsi qu'Aubange et Longeau. Il est commandé par le Lieutenant Joseph Michaelis et se compose de deux pompes à bras. (Ce corps de pompiers sera dissous en 1906 puis recréé sous sa forme actuelle en 1937).

### De 1878 à 1977: l'âge d'or et la sidérurgie

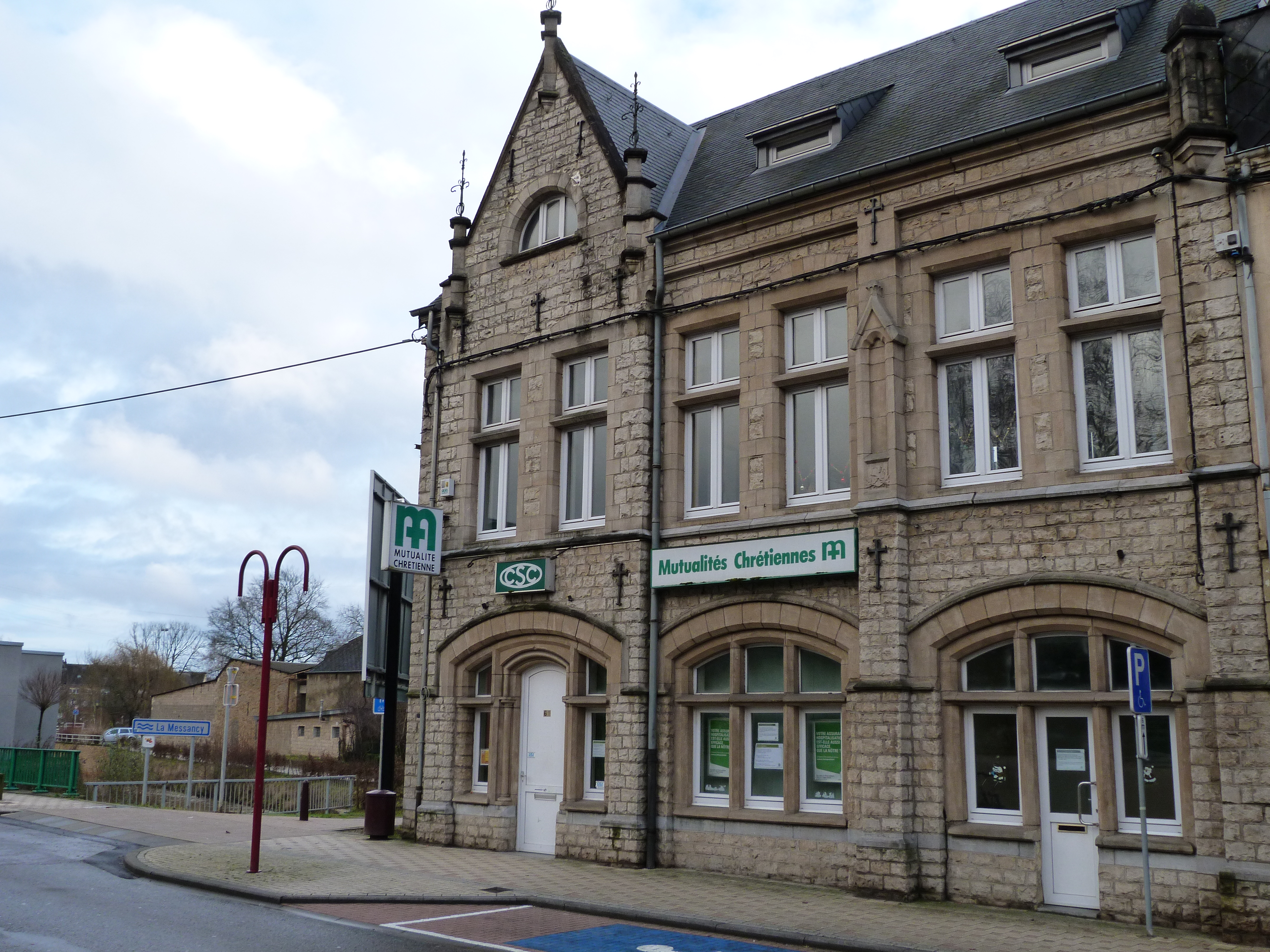
Le troisième hôtel de ville d'Athus, Grand-Rue. C'est aujourd’hui une agence de mutuelle.

Après plusieurs améliorations du fourneau athusien, les propriétaires, Fernand et Hippolyte d'Huart, décident de créer une véritable usine sidérurgique dans la cité. C'est la naissance de l'Usine d'Athus, le 25 juillet 1872 sous le nom officiel de Société Anonyme des Hauts Fourneaux d'Athus. C'est le début de l'âge d'or. Progressivement, la sidérurgie va prendre de l’ampleur, ce qui amène une désaffection de plus en plus marquée de l’agriculture. La terre à fer prend le pas sur la terre à blé. Lentement, l’Athus commercial s’ébauche, le village s’enrichit et construit sa notoriété. De nombreux cafés, boutiques et commerces en tous genres commencent à jalonner l’artère principale (Grand-Rue - Rue de Rodange).
En 1870, Athus compte 613 habitants et commence à devenir plus importante que sa voisine, Aubange. Les Athusiens lancent alors l'idée de se détacher de cette dernière et de créer leur propre commune. Ce sera chose faite le 6 juin 1878. La cité devient donc une commune à part entière. On y organise les premières élections communales le 29 octobre 1878. La première séance du conseil a lieu le 13 mars 1879 avec à sa tête le premier bourgmestre d'Athus : Jean-Baptiste Arend. L'Hôtel de ville est alors situé à la Rue du Centre (aujourd'hui devenu une école). Cette même année, le premier marché hebdomadaire est tenu et un an plus tard la deuxième école, école libre celle-là, voit le jour.
En 1891, une « prison de passage » est construite Grand-Rue et le premier poste de police voit le jour en 1899 au Quartier Pesch, suivi bientôt par un poste de Gendarmerie. En 1913, l’Hôtel de ville déménage de quelques mètres pour s'installer dans l'actuel centre culturel. Un nouveau bâtiment sera construit afin d'abriter les fonctions communales en 1928, dans la Grand-Rue à côté du pont de la Chiers (c'est aujourd'hui une agence de mutuelle). Ce sera donc le troisième Hôtel de ville d'Athus. Le premier téléphone public y sera accessible.

#### Les deux guerres mondiales et l'occupation

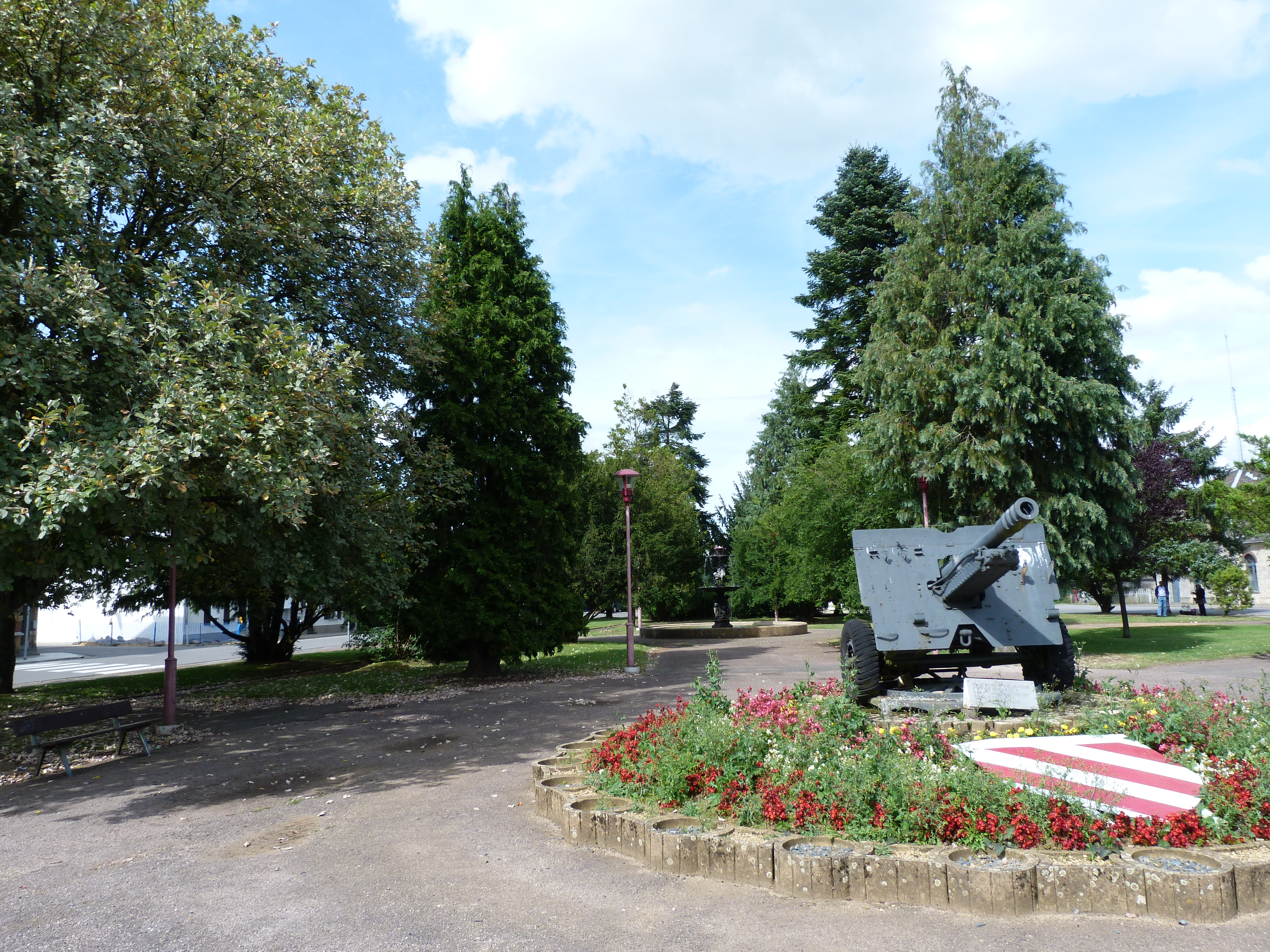
Un obusier de la Seconde Guerre mondiale, trône en guise de monument souvenir sur la place des Martyrs, en face de la gare.

Athus et son usine seront occupées par les Allemands pendant la Première Guerre mondiale. L'usine accueilli d'ailleurs des prisonniers russes venus y travailler, comme l'attestent certains clichés d'époque.
Elle le fut une nouvelle fois, pendant la seconde. En effet, la cité sera prise le premier jour de l'invasion, le 10 mai 1940, par les nazis pour n'en être libérée que le 6 septembre 1944 par les Américains venus de l'ouest (Virton, Musson puis Aubange) par l'actuelle nationale 88 qui sera d'ailleurs renommée « avenue de la libération » sur sa portion ouest qui pénètre la cité.
Parmi les nombreux dégâts de la deuxième guerre, citons celui de la destruction de la caserne des pompiers (située au Quartier Pesch) en mai 1940, qui fut détruite par des obus français provenant de la ligne Maginot. Elle fut reconstruite en 1942. La passerelle du chemin de fer fut également détruite par les allemands, le premier jour de l'invasion, puis reconstruite par les pionniers tyroliens. On notera également que deux des cloches de l'église Saint-Étienne seront volées par les Allemands à la fin de la guerre, la plus grosse le 13 juillet 1944 et la moyenne le lendemain, dans le but d'être envoyées en Allemagne pour être refondues et soutenir l'effort de guerre. Elles seront retrouvées par chance à Arlon et replacées dans le clocher le 22 septembre 1944 par les monteurs de l'usine.
Plusieurs vestiges et monuments souvenirs de la guerre sont encore visibles aujourd'hui un peu partout dans la localité, comme sur la place des Martyrs (en face de la gare), où trône un obusier de la seconde guerre, mais aussi sur le site de l'ancienne usine, avec un monument commémorant les résistants locaux retranchés dans cette dernière, et finalement exécutés par les Allemands.
Athus fut également l'une des communes où se trouvait l'un des 90 postes d'alerte de la frontière est de la Belgique, construits avant l'invasion allemande et le début de la seconde guerre mondiale. Celui d'Athus étant le dernier et portant le numéro « PA 90 ». Le premier se situant à Lixhe, le long du Canal Albert (« PA 0 »).

#### L'«après guerre»
La population s'accroît énormément au cours de la première moitié du XXe siècle, passant de 1 550 habitants en 1889 à 5 550 habitants en 1947. Les immigrés d'origine italienne notamment, arrivent en masse pour travailler à l'usine. Il faudra néanmoins attendre que les barrières douanières s’ouvrent complètement pour permettre à l’activité commerciale de s’épanouir. C’est dans ce marché commun d’ouvriers du fer et de frontaliers qu’Athus va trouver sa vocation de ville industrielle et commerçante, due notamment à sa gare ferroviaire se situe, comme la cité, aux trois frontières avec la France et le grand-duché de Luxembourg. C'est alors une cité florissante où se mêlent commerçants et ouvriers, bourgeois et paysans. On voit apparaître des commerces et services en tous genres dont plusieurs hôtels, deux cinémas (le Palace et le Conty), plusieurs grands magasins attirant une clientèle aisée venant de toute la région (Hachel...). En 1945, un projet de construction d'une nouvelle église de 1 500 places sera émis, mais finalement il ne verra jamais le jour. Il se chiffrait à l'époque à 2,5 millions de francs belges. À la place, ce sera la construction de l'Athénée Royal d'Athus qui sera retenue, celui-ci verra le jour en 1949.
La cité va beaucoup se développer pendant les Trente Glorieuses sous la tutelle du bourgmestre Jean Gillet qui va contribuer énormément à son urbanisation et à sa renommée. Plusieurs quartiers sortiront de terre pendant son mandat (comme les quartiers résidentiels du Dolberg et la cité sociale dite du Home Lorrain) et elle se verra attribuer son blason par arrêté royal, le 20 janvier 1956. En 1972 la population atteint son apogée en dépassant les 7 500 habitants.

### Déclin et époque contemporaine

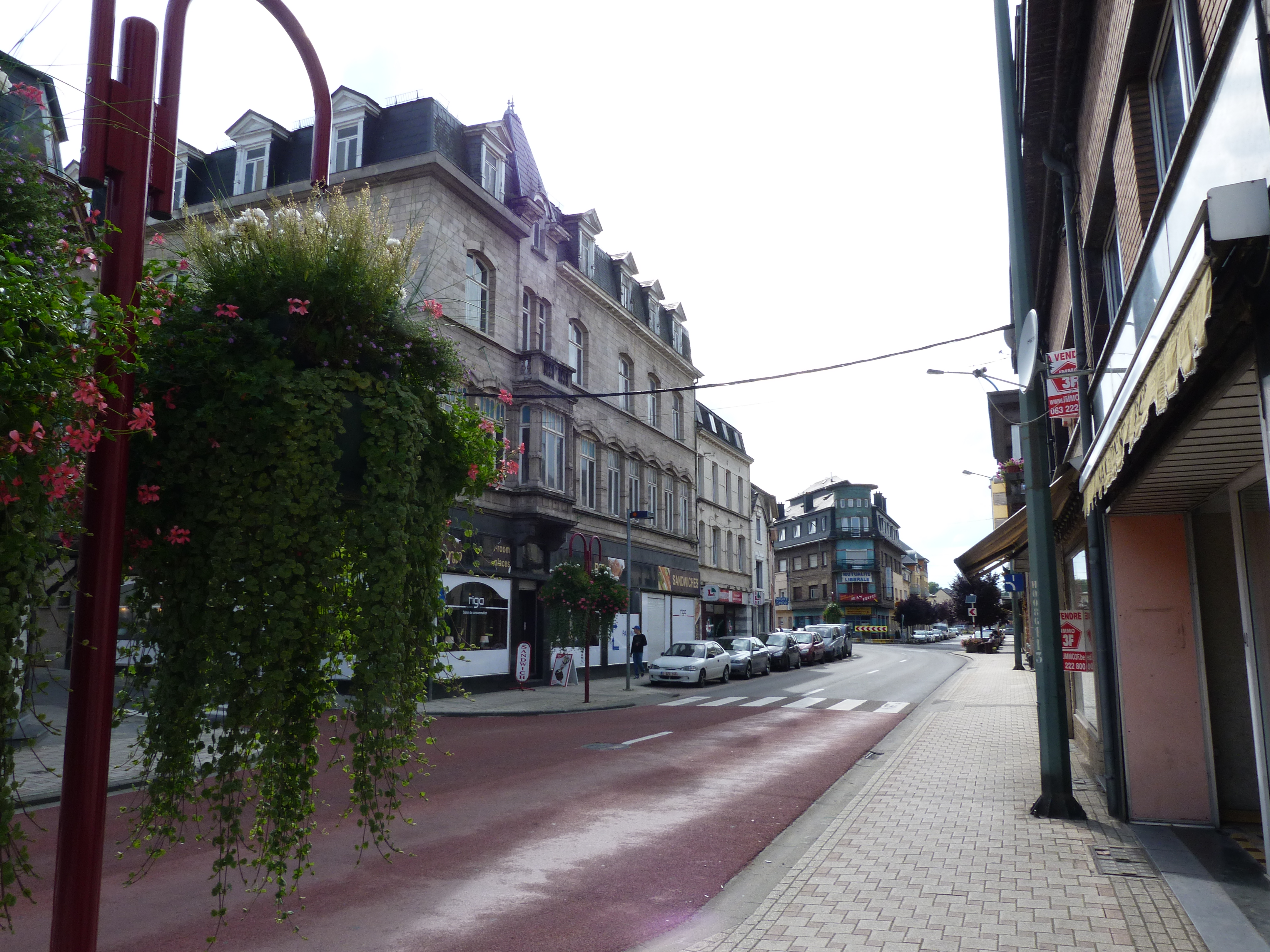
La Grand-Rue étant la route principale

Mais l'ouverture des frontières augmente la présence des marchés étrangers et la concurrence accrue dans le milieu de l'industrie et particulièrement dans celui de la sidérurgie. L'usine d'Athus doit fermer ses portes le 5 septembre 1977 après de nombreuses luttes syndicales, toutes restées vaines. Elle sera la première grosse usine sidérurgique à fermer ses portes dans le Royaume, annonçant le déclin de cette activité dans le nord de l'Europe.
La cité ne s'en remit jamais et perdit sa principale source de richesse. Nombreux commerces et marchands durent également mettre la clef sous le paillasson et la population s'en alla trouver du travail ailleurs. Après cet événement tragique naquit la volonté de garder Athus vivante en attirant différents investisseurs et grandes entreprises étrangères dans la région, notamment par le biais de l'intercommunale IDELUX. Le pôle européen de développement (P.E.D.) fut créé mais malheureusement il ne put jamais faire continuer à vivre la ville et ses alentours au même rythme qu'à l'époque de la sidérurgie.
Toujours en cette même année 1977, la Belgique entame la fusion des communes. Au vu de son histoire qui la rattacha autrefois longtemps à Aubange, Athus fusionna alors avec elle et deux autres communes voisines, Halanzy et Rachecourt, pour former l'actuelle commune d'Aubange.
Du fait de sa proximité avec le grand-duché de Luxembourg, la localité est à présent, pour une bonne partie, devenue une ville dortoir pour de nombreux travailleurs transfrontaliers. Néanmoins, des commerces locaux subsistent encore et une volonté politique s'affiche depuis quelques années pour redynamiser cette ancienne cité ouvrière. La population revient petit à petit, entre autres grâce à l'afflux majeur d'étrangers (un septième de la population actuelle).

#### Insécurité et criminalité

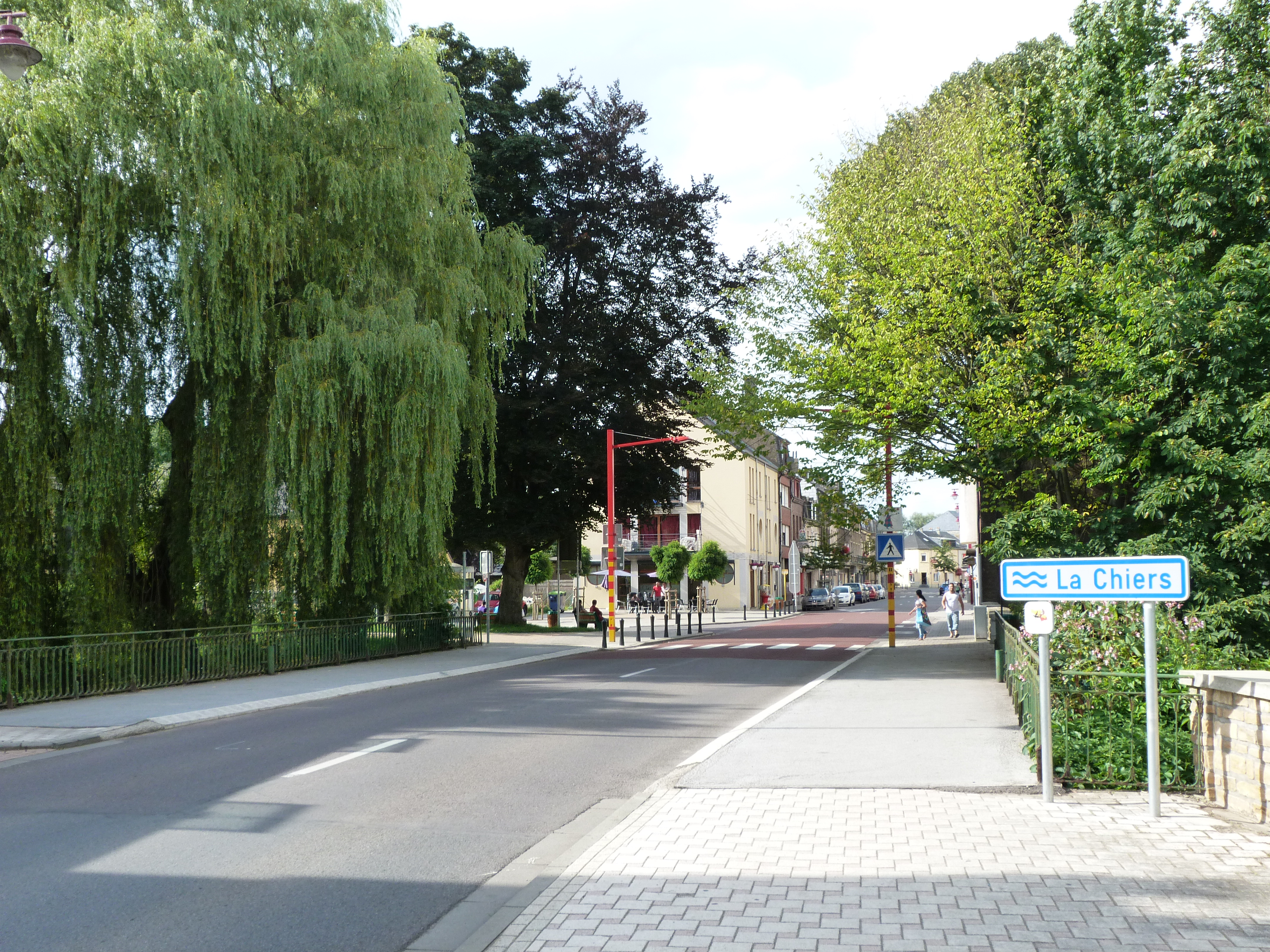
La Rue de Rodange, au sud de la ville. Autrefois le cœur même d'Athus, car située juste à côté de son usine.

Courant 2012, Athus était parfois qualifié de « Chicago belge » pour caricaturer des faits dans l'une des rues jouxtant la frontière. Mais une série d'actions ont été entreprises comme l'augmentation de la présence policière ou la fermeture de certains établissements posant régulièrement problèmes.

#### Le projet de rénovation urbaine
L'idée d'un ré-aménagement urbain total du centre-ville d'Athus est née en 2006 au début de la législature du bourgmestre cdH Jean-Paul Dondelinger. Des comités de quartier, trois groupes de travail, le comité de pilotage emmené par IDELUX et la Commission consultative d’aménagement du territoire et de mobilité se sont concertés et ont travaillé ensemble pour qu'en 2007 la ville d'Aubange lance officiellement le projet. Il fut adopté par le conseil communal le 19 décembre 2011 et le plan de financement fut reconnu par le Gouvernement wallon le 15 novembre 2011 avec l'appui du ministre Paul Furlan.
Il s'agit de dix projets géographiquement différents axés sur l'embellissement et la ré-urbanisation de la ville, de plus en plus délabrée et en manque d'investissement depuis la fermeture de son usine sidérurgique en 1977. Parmi ces projets se trouvent :
- Un gros projet au sud de la Rue de Rodange, l’entrée sud d’Athus. Il se constitue notamment d'une halle d'exposition et d'un parking Park and Ride le long du contournement routier de la cité, la N830 (Avenue de l'Europe), afin d'accéder au centre-ville via des systèmes de transports en commun. Tout le bas de la Rue de Rodange sera reconfiguré en synergie avec la commune voisine de Pétange via la création de ronds-points, de nouvelles voiries, de logements et de commerces.
- Au nord, dans le quartier de la gare, les terrains jouxtant l'ancienne gare cargo seront réaménagés en logements et en commerces avec une nouvelle liaison au-dessus des voies afin de faciliter la mobilité vers l’axe est-ouest. De plus les carrefours Grand-rue/rue Arend[37] et Avenue de la Libération/rue de France seront également refaits afin d'accroitre la mobilité et la fluidité du trafic.
- Au centre, les quartiers autour de la place du Brüll sont actuellement des terrains en friche et seront urbanisés en logements et via la création d’un parking de 100 places en profitant de la différence de niveau du terrain. Les abords du centre culturel seront également remodelés, avec la démolition et la reconstruction de certains immeubles délabrés voire inhabités[38]. Le centre bénéficierait également d'un réaménagement d’espaces publics ouvrants la rue du centre et la Grand rue sur le parc ainsi qu'un réaménagement de la place Verte, cœur historique de la cité, en piteux état actuellement.

Le coût estimé des projets est de 81 829 600 € dont 53 577 300 € subventionnables par la Région wallonne. Le reste devrait être pris en charge par la commune et les investisseurs privés. Pour certains projets le long de la frontière luxembourgeoise, une collaboration avec ces voisins est également à l'étude. La durée de cette vaste opération de dix projets est estimée à 10 ans (estimation en 2012).

## Héraldique
Voici les armoiries de la cité d'Athus, concédées par Arrêté Royal le 20 janvier 1956.
|  | Les armoiries d'Athus sont celles des seigneurs de Reiffenberg. Blasonnement : D'argent à trois bandes de gueules, l'écu surmonté d'un heaume d'argent, colleté et liseré d'or, doublé et attaché de sable aux lambrequins, â dextre d’argent et de gueules, semestre d'argent et de sable. Cimier, un vol à l'antique aux armes de l'écu. Supports, deux lions d'or, tenant chacun une bannière aux armes de l'écu. - Arrêté royal : 20 janvier 1956. |

## Politique
Athus était une commune à part entière avant la fusion des communes de 1977. À cette date, elle fusionna avec les communes d'Aubange, Halanzy et Rachecourt, pour former la commune d'Aubange (qui a obtenu le statut de ville depuis le 28 mars 2018). Vu sa population ouvrière importante due à son usine, la cité a été longtemps dirigée par les socialistes.

### Liste des bourgmestres de la commune d'Athus (1878 - 1977)
La commune d'Athus fut créée le 6 juin 1878 par la séparation de celle d'Aubange. Elle vécut ainsi jusqu'à la fusion des communes de 1977. Athus connut sept bourgmestres :
- Jean-Baptiste Arend (de 1878 à 1888) ;
- Pierre Houillon (de 1888 à 1912) ;
- Joseph Dehard (de 1912 à 1917) ;
- Frédéric Wagner (de 1920 à 1932) ;
- Joseph Bechet (de 1932 à 1947) ;
- Jean Gillet (de 1947 à 1972) ;
- Raymond Dumont (de 1972 à 1977).

## Patrimoine et culture

### Patrimoine architectural

#### L'église Saint-Étienne

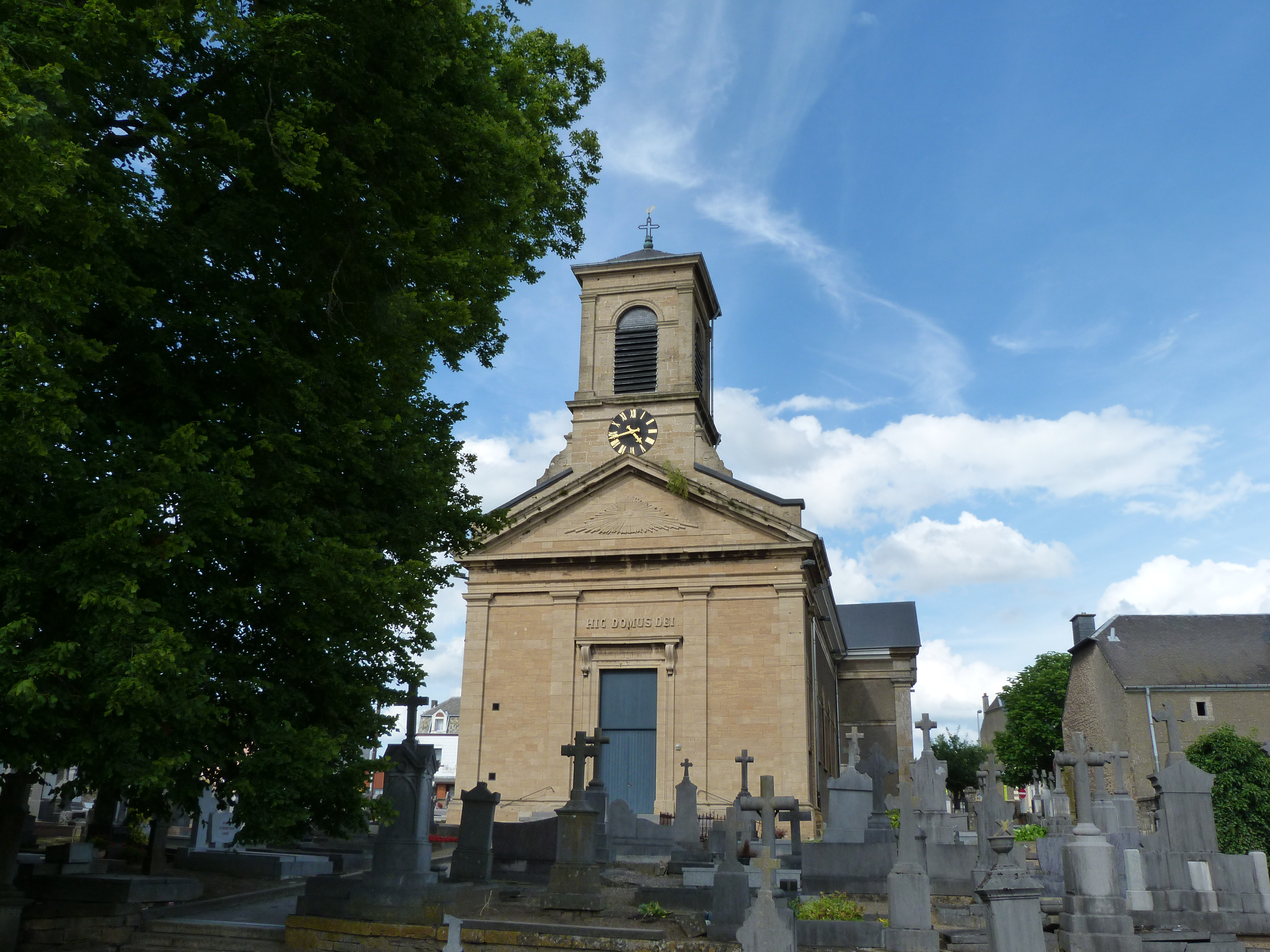
L'Église Saint-Étienne et l'ancien cimetière.

L'église d'Athus est dédiée à saint Étienne[Lequel ?]. Sa construction débute en 1829, pour s'achever quatre ans plus tard. Le presbytère ne sera ajouté qu'en 1860 et le clocher en 1863. Finalement, le transept sera construit en 1894. Au-dessus de l’entrée principale est gravé en latin : « Hic domus Dei ». Ce qui peut se traduire « Ici [se trouve] la maison de Dieu ».
Le clocher abrite trois cloches fondues à Athus même :
- la première, « Étienne », pèse 1 230 kg et sonne en mi bémol majeur. Y est inscrit : « Saint-Étienne, lapidé, éloigne les pierres de la grêle » ;
- la deuxième, « Donat », pèse 750 kg et sonne en fa. Y est inscrit : « Je me nomme Donat, j'éloigne les nuages menaçants » ;
- la troisième, « Maria », pèse 500 kg et sonne en sol. Y est inscrit : « Je sauverai les affligés et ceux qui souffrent, Marie, l’espérance, le salut, la puissance de l'homme par la Croix du Christ ».

Deux des cloches de l'église sont volées par les occupants allemands à la fin de la Seconde Guerre mondiale, la plus grosse le 13 juillet 1944 et la moyenne le lendemain, dans le but d'être envoyées en Allemagne pour être refondues et soutenir l'effort de guerre. Elles seront retrouvées par chance à Arlon et replacées dans le clocher le 22 septembre 1944 par les monteurs de l'usine.

### Le parc animalier

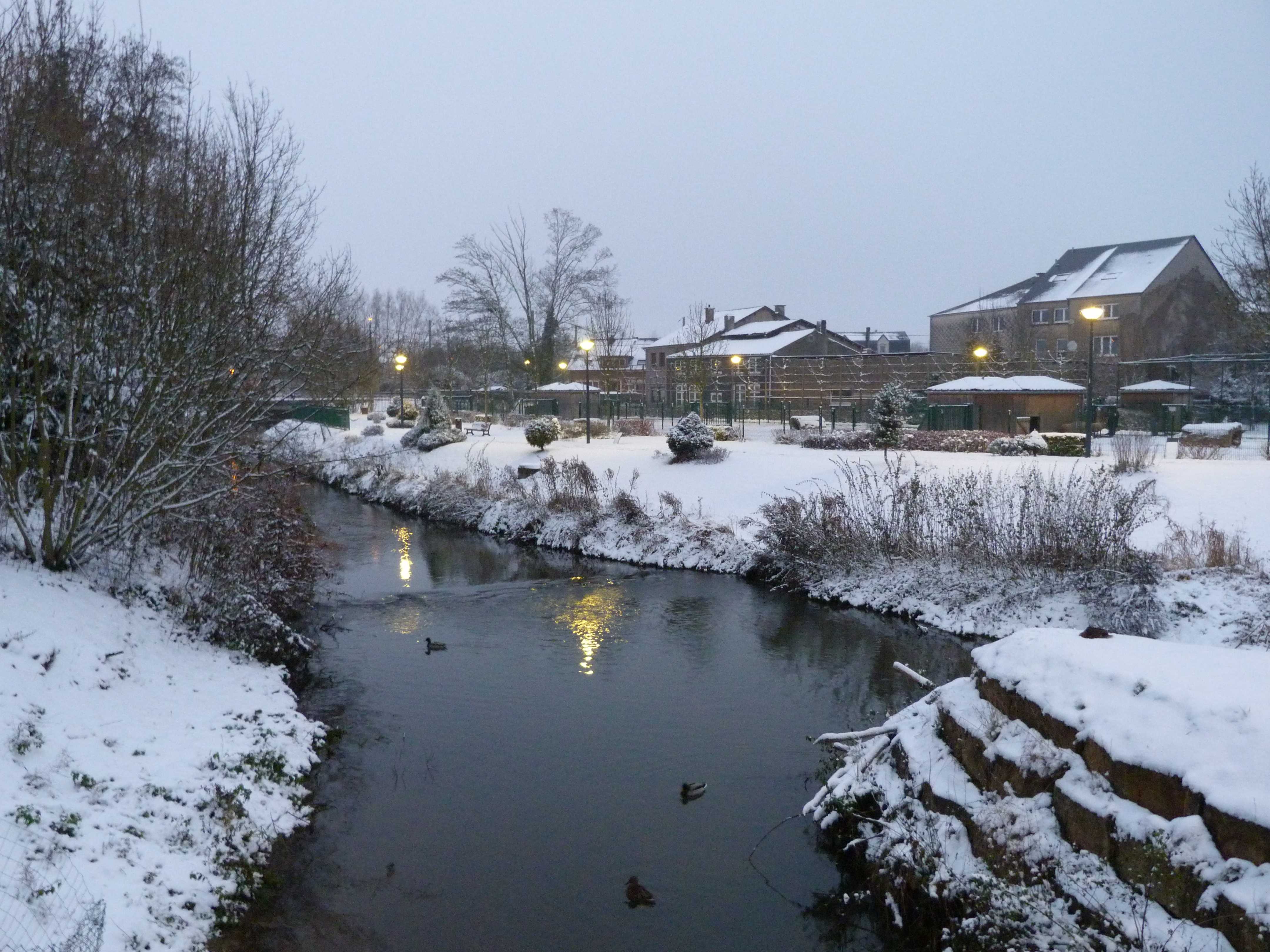
Le parc animalier et l'îlot artificiel de la Messancy, sous la neige.

Situé au cœur de la ville, le parc animalier d'Athus fut créé en même temps que le parc public longeant la Messancy au début des années 2000. Des espèces d'animaux fort différentes comme des daims, des chèvres, des moutons, des oies ou diverses variétés d'oiseaux y vivent dans des enclos. L'accès est libre et soumis aux horaires d'ouverture du parc. Une aire de jeu pour enfants s'y trouve également.

### Le Crassier
Aujourd'hui l'un des rares vestiges qu'il reste de l'usine et de ce qui s'y rapportait est ce que les gens de la région appellent « le Crassier ». C'est en fait un terril le long de la Chiers qui servait autrefois de décharge pour les scories en fusion non-utilisables. Ces déchets étaient amenés depuis les usines (en l’occurrence celle d'Athus et également celle de Rodange) par des trains de wagons à benne basculante qui déversaient des centaines de kilos de matière en fusion. Les anciens Athusiens racontent que c'était très joli à voir la nuit, le ciel se teintant d'orange et de jaune dans une légère fumée.
On peut aujourd'hui aller se promener dans un de ces crassiers, notamment celui de l'usine de Rodange qui borde un chemin le long de la Chiers, reliant Athus à la ville de Pétange de l'autre côté de la frontière. On admirera donc ces monticules ressemblant à des falaises que le vent a taillées et où la nature a repris ses droits, rares témoins du passé sidérurgique si important dans la région et pour la cité.

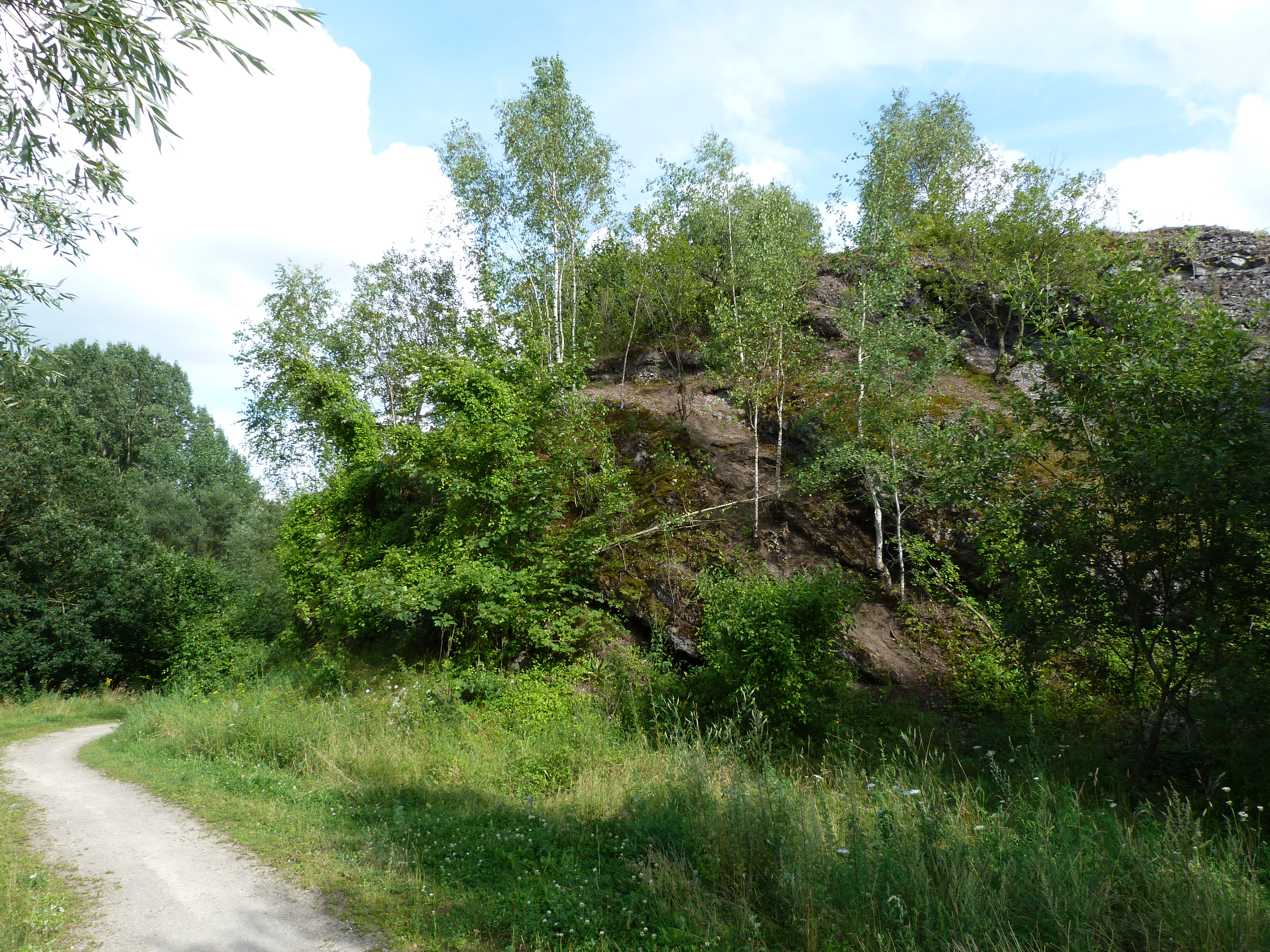
Le crassier, le long de la Chiers.
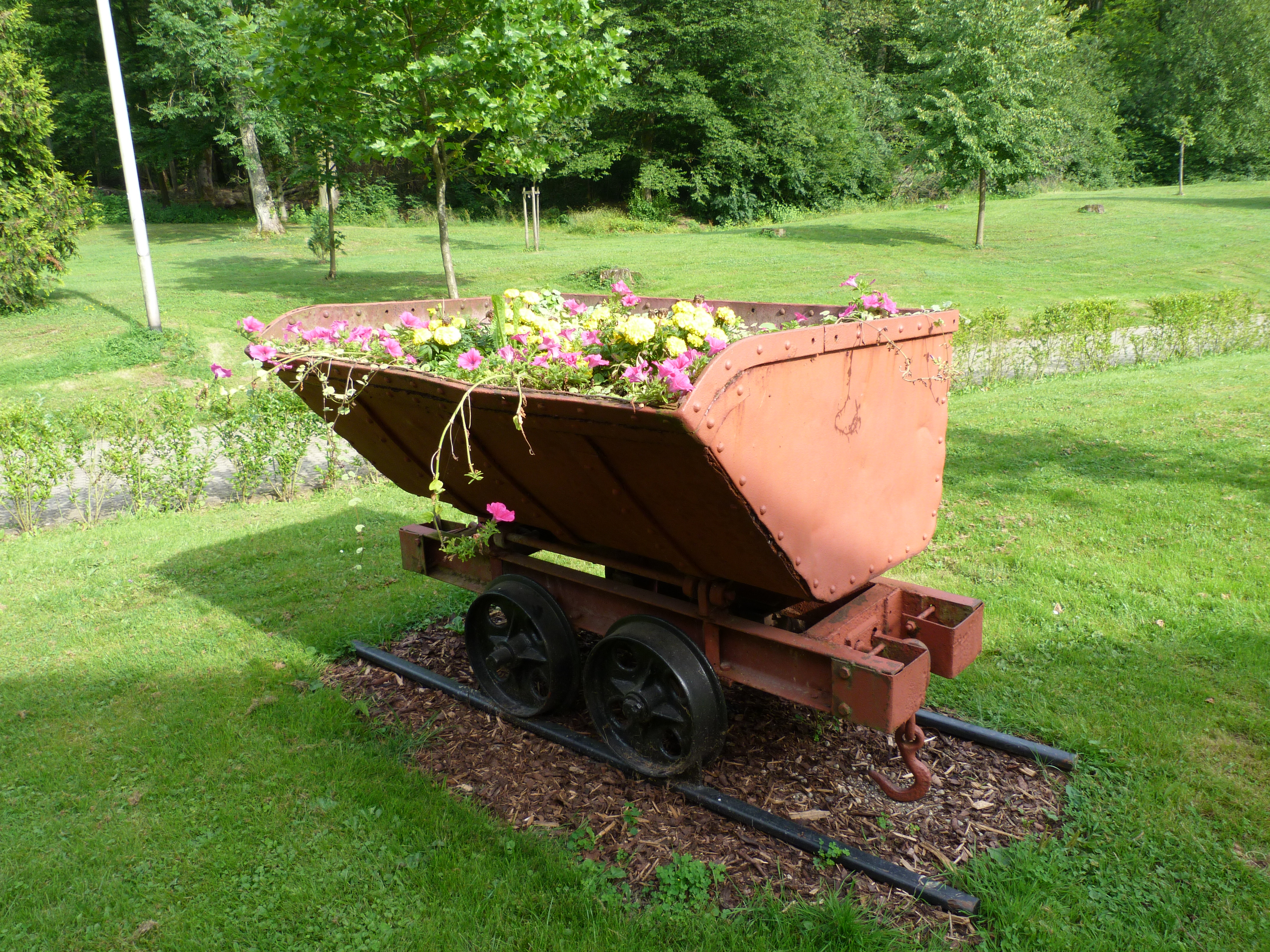
L'un des anciens wagonnets qui transportaient le minerai de fer dans les mines. Ici transformé en monument souvenir au Joli-Bois.
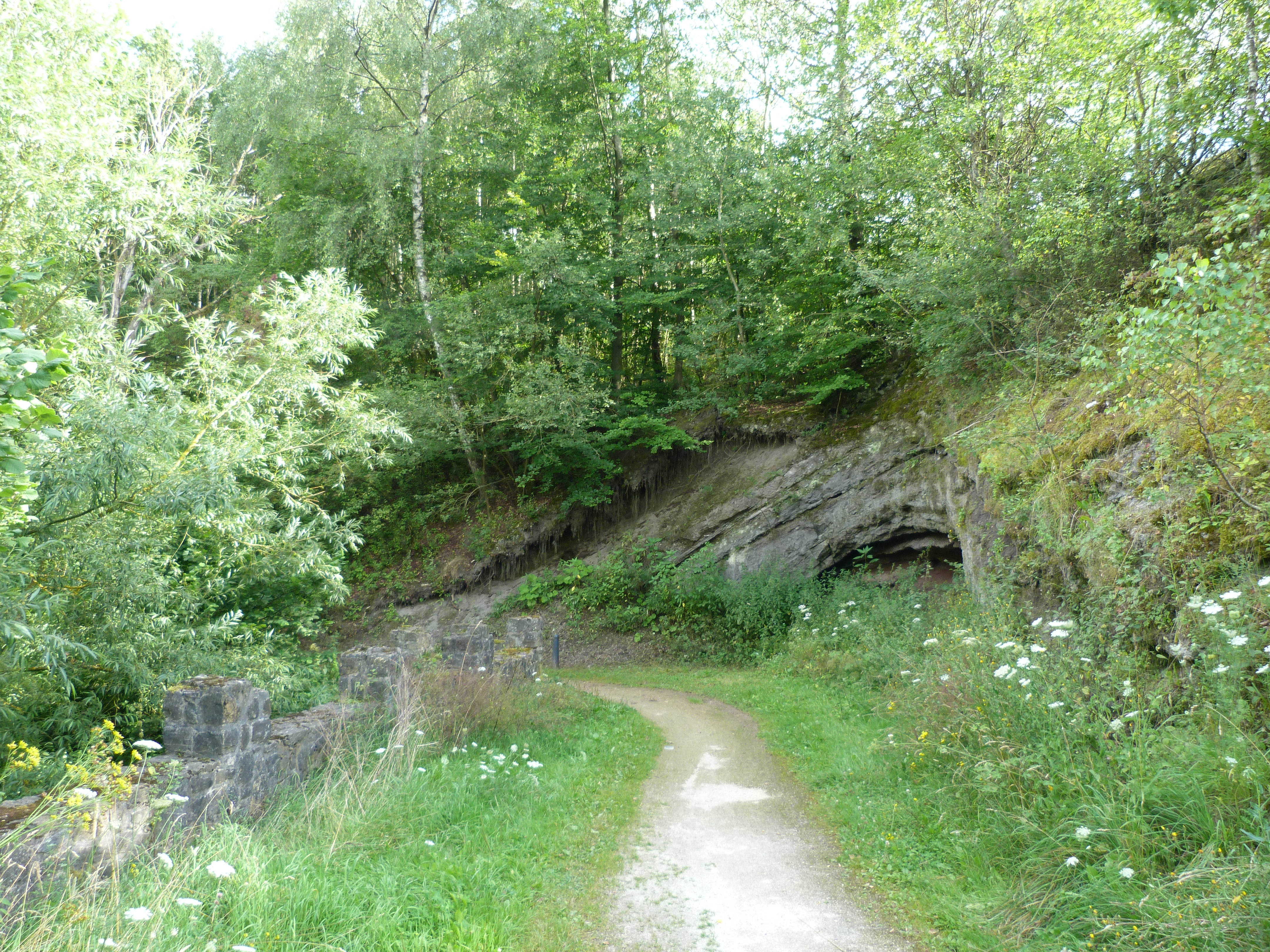
Le crassier.

### Culture

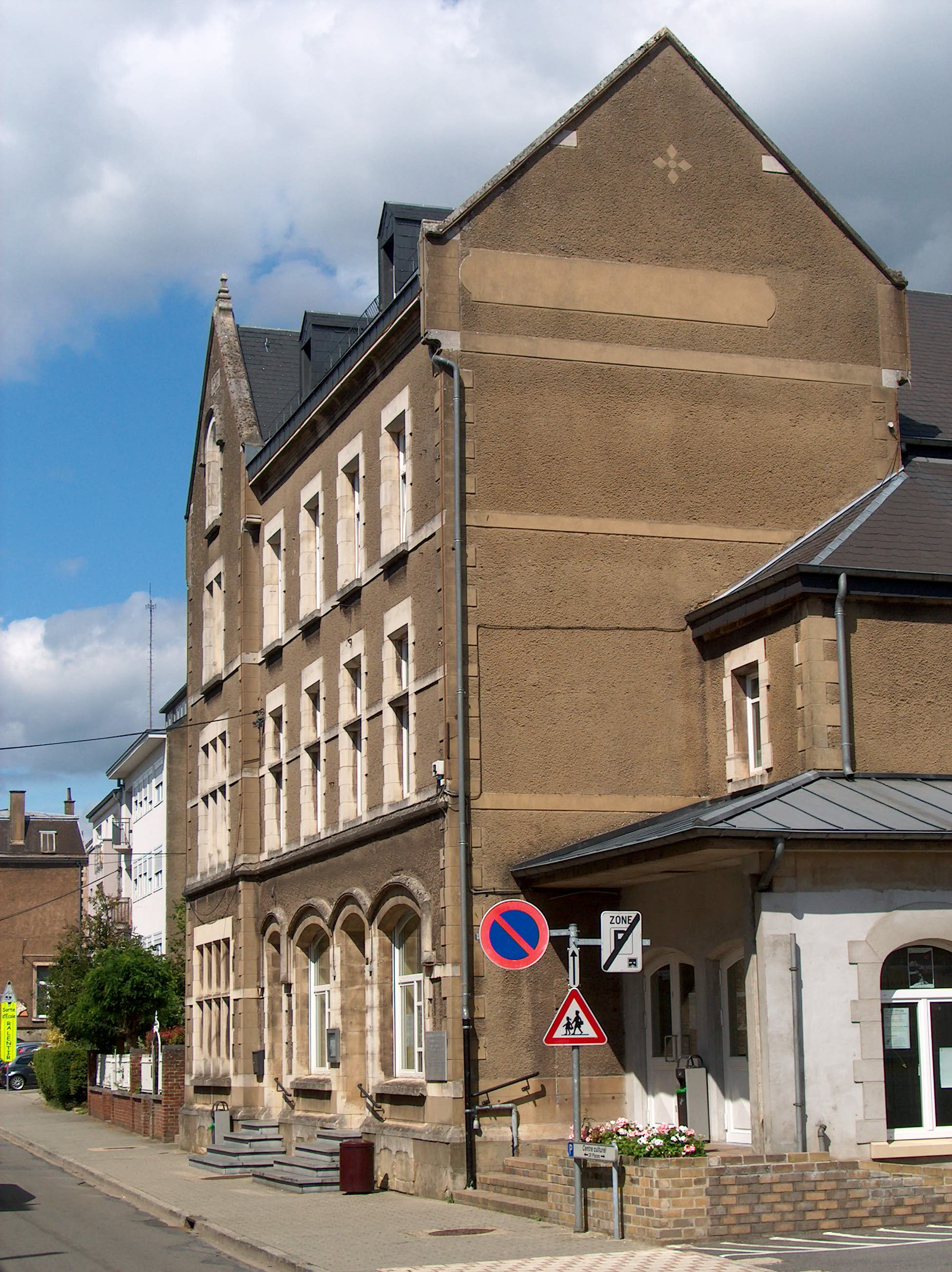
Le Centre Culturel.

#### Centre culturel et bibliothèque

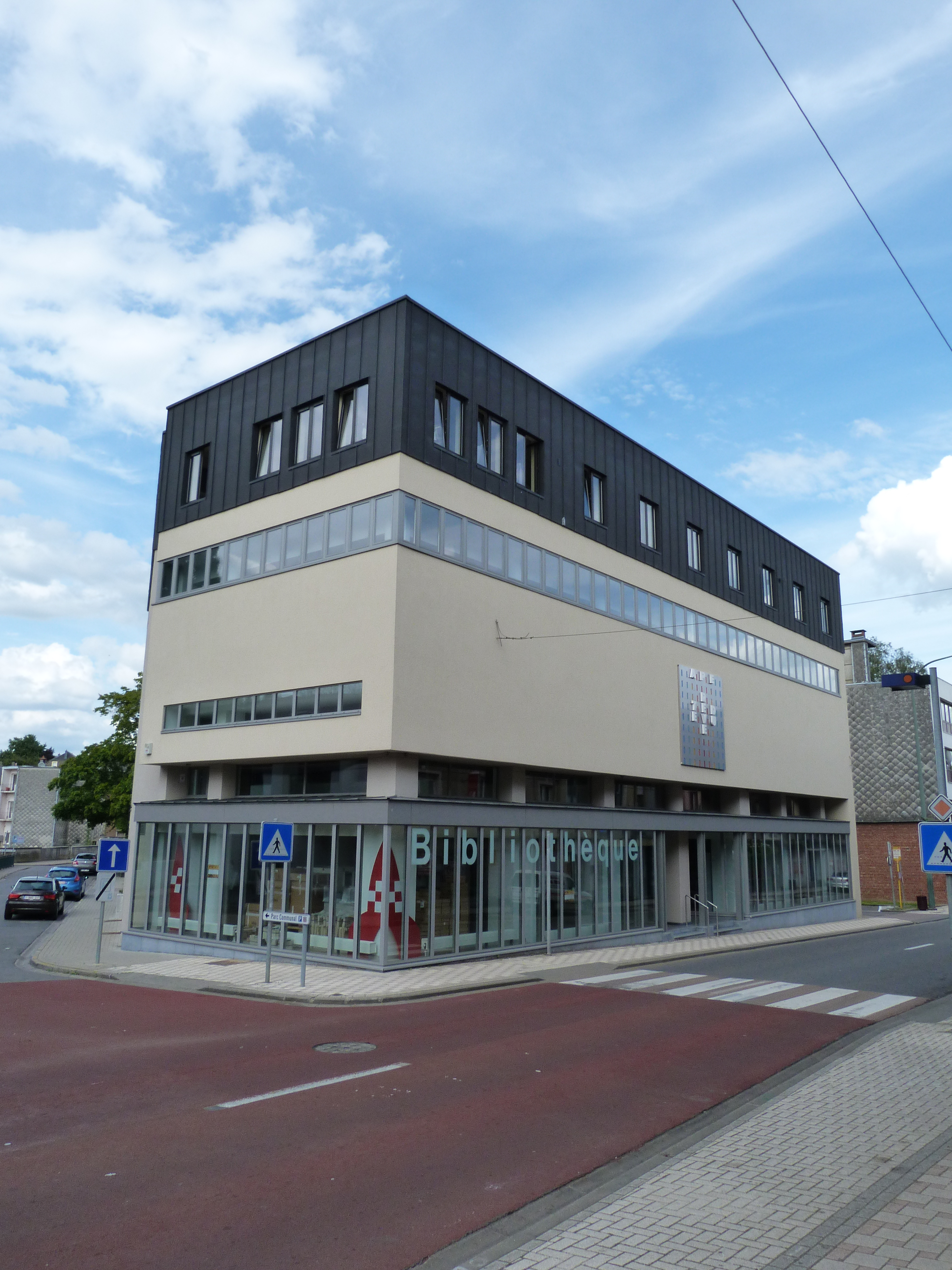
La nouvelle bibliothèque dans l'ancien magasin de vêtements "Hachel" (Grand Rue)

Athus possède un centre culturel : le Centre Culturel Hubert Juin, situé Rue du Centre. Dans cet espace s'organisent de nombreuses expositions, spectacles et pièces de théâtre tout au long de l'année. Ses abords devraient être réaménagés dans le plan de rénovation urbaine (voir plus haut).
La cité dispose d'une bibliothèque emménagée dans l'ancien bâtiment Hachel, Grand-Rue. Véritablement située au cœur de la ville, elle se déploie sur trois étages avec une salle de lecture, une salle d'exposition et une ludothèque. Le projet était à l'étude depuis les années 1990 mais de nombreux problèmes, notamment la découverte d'amiante et d'instabilité du bâtiment, en ont retardé l'échéance. La nouvelle bibliothèque s'est donc finalement ouverte ce 26 novembre 2012. La salle d'exposition se nomme salle Jean Lebon, du nom d'un écrivain local.

#### Le Pôle Européen Culturel (PEC)
En 2007, un théâtre construit avec des conteneurs provenant du Terminal conteneurs d'Athus et nommé Pôle Européen Culturel (le P.E.C.) (clin d'œil au Pôle Européen de Développement (P.E.D.)), fut implanté à Athus au milieu de la zone industrielle et ce pour une durée de trois mois. De nombreuses activités y furent proposées comme des concerts, des projections cinématographiques ou des représentations théâtrales. Le projet, pour le moins original, se solda néanmoins par un déficit.

#### Associations et folklore
Athus compte parmi ses diverses associations culturelles :
- l'Harmonie Royale des Sapeurs-pompiers d'Athus qui organise diverses activités (défilés, concerts, soirées, etc.) ;
- la Confrérie des Maîtres de Forges d'Athus est née en 1994 avec pour principal but de faire connaître l'ex-cité métallo au-delà de ses frontières[47]. Elle puise beaucoup de ses traditions dans le passé sidérurgique de la cité et tâche d'y faire honneur. Elle prend part à beaucoup de manifestations ayant lieu à Athus et fait également brasser une bière locale nommée naturellement : La coulée des métallos. Lors de ses chapitres annuels, la Confrérie nomme ses nouveaux membres en fonction de leur action pour la ville et de la manière dont ils la font rayonner. Elle possède son propre costume: le Cubilot ;
- les Majorettes d'Athus. Cette formation de majorettes de la localité d'Athus était autrefois fort connue dans toute la Belgique grâce aux nombreux prix et championnats qu'elle remporta[48]. Le groupe fut dissous à la fin du XXe siècle, énième preuve du déclin de la ville sur tous les plans après la fermeture de son usine. Un nouveau groupe de majorettes nouvelle génération (Twirling bâton) s'est refondé à Athus en 2013, sous le nom des « Etincelles d'Athus » ;
- le Club des jeunes.

#### Musées
- Athus et l'Acier qui, comme son nom l'indique, retrace le passé sidérurgique de la ville. Ce musée se trouve sur le site même de l'ancienne usine[49].
- L'univers des pompiers, un musée consacré aux sapeurs-pompiers[50], créé par un ancien combattant du feu local. Il rassemble une collection (privée) de plus de 3000 véhicules de pompiers miniatures auxquels s'ajoutent pas moins de 700 casques provenant de toutes les époques et de tous les pays. On peut également admirer des dizaines de tenues d'intervention de tous âges, des insignes, du matériel et d'autres objets relatifs aux sapeurs-pompiers. Parmi les fleurons de la collection se trouvent d'anciens véhicules d'incendie entretenus avec soin par les différents volontaires du musée.

#### Religion
La principale religion de la cité est le catholicisme même si la pratique religieuse est en forte diminution. La paroisse d'Athus fait partie du diocèse de Namur et du doyenné de Messancy. La cité dispose d'une église et d'une chapelle (cette dernière dédiée à saint Éloi se situe Rue de Rodange).

## Enseignement

### Enseignement fondamental (maternel et primaire)
- École du Centre (Athénée Royal d'Athus) ;
- École du Dolberg (Athénée Royal) ;
- École de la Frontière (Athénée Royal) ;
- École du Home Lorrain (Athénée Royal) ;
- IMMA (Institut Marie Médiatrice Athus[53]).

À noter qu'il n'y a pas d'école communale sur le territoire d'Athus.

### Enseignement secondaire
Voir aussi : Enseignement secondaire en Belgique.
- Athénée Royal d'Athus (Rue Neuve), enseignement général, technique et professionnel[54].
- Institut Cardijn-Lorraine (ICL[55]) (anciennement Institut Marie Médiatrice d'Athus (IMMA)) (Rue Luttgens et Rue Neuve), enseignement général et technique.

## Économie

### L'usine sidérurgique

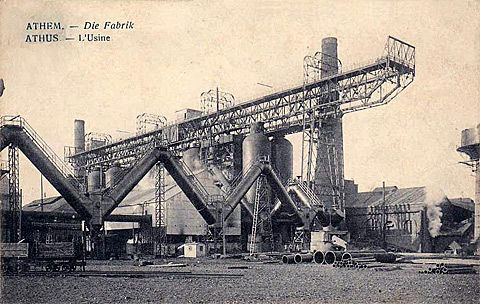
L'usine d'Athus.

Les premières traces d'exploitation de fourneaux dans la région remontent à 1551 : Clément de Rouvroy installe une forge à Herserange, bientôt complétée par le premier fourneau d’Athus en 1662.
Le minerai de fer est extrait sur place et le charbon de bois provient des forêts avoisinantes.
Le 25 juillet 1872 naît la Société Anonyme des Hauts Fourneaux d'Athus. Les fondateurs sont Fernand et Hippolyte d’Huart, maîtres de la forge à Longwy et à Lasauvage. L'installation comprenait deux hauts fourneaux de 3 mètres de creuset et une batterie de 50 fours à coke. Mais cette dernière peu rentable est arrêtée assez tôt. L'usine est créée et demande l'autorisation de construire un pont sur la Messancy pour la relier à la Rue de Rodange, ainsi que d'établir un petit barrage dans la rivière pour en extraire l'eau afin d'alimenter les circuits hydrauliques de refroidissement de l'entreprise. Cette eau, une fois chaude, sera redistribuée dans les maisons ouvrières jouxtant l'usine afin de les chauffer.

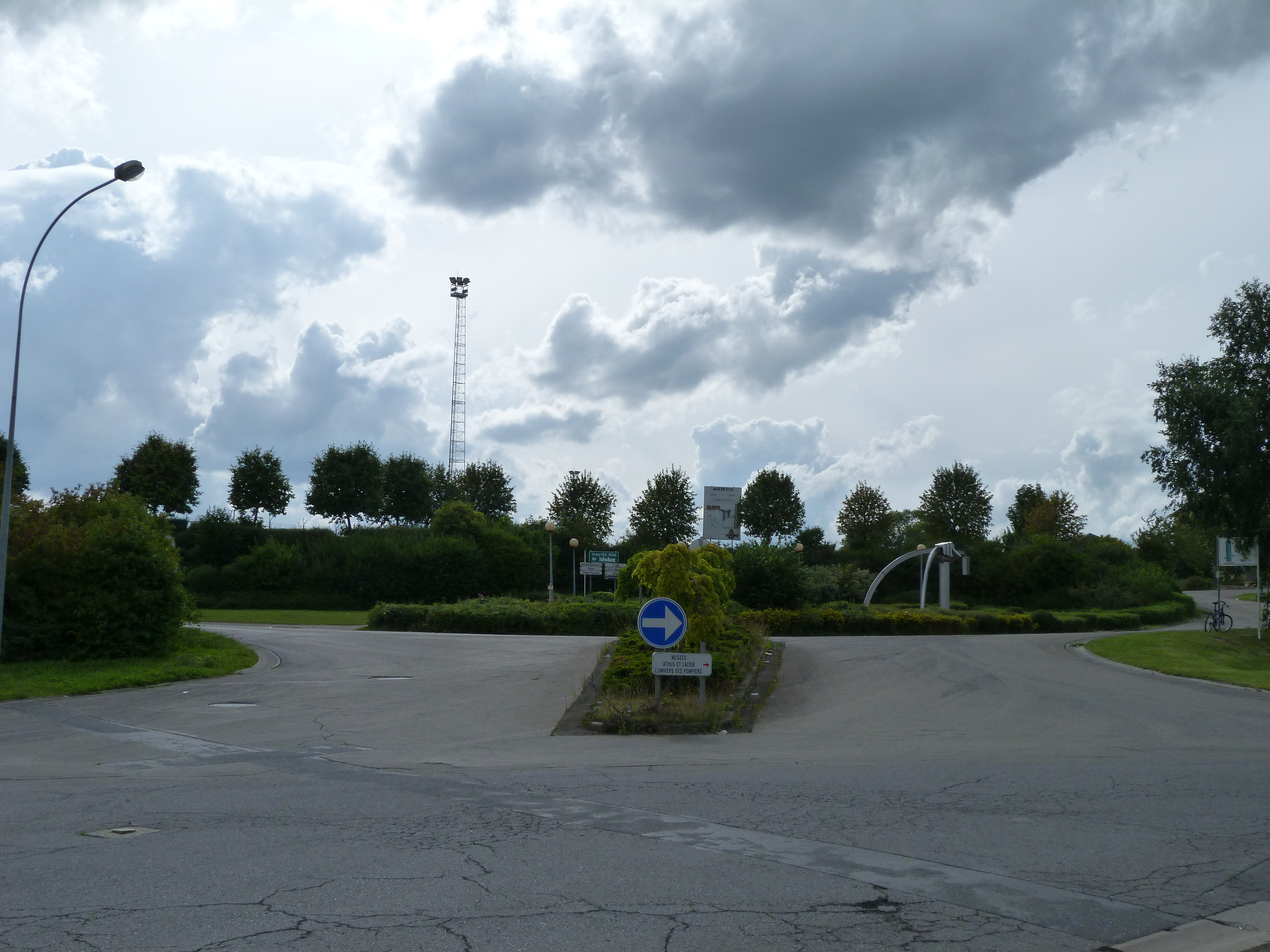
Le site de l'entrée de l'ancienne usine (avant la construction du mur). Un monument en acier rappelle le passé des lieux.

En 1880, la société prend le titre de S.A. des Hauts-Fourneaux et Aciérie d'Athus. L’usine vend son acier sous forme de lingots ou barres martelées. L'usine est alors composée de deux hauts fourneaux qui produisent 240 tonnes de fonte d'affinage par jour. En 1911 arrive la première fusion, signée avec la Société Anonyme de Grivegnée afin de complémentariser les deux sites. La nouvelle société prend le nom de S.A. d'Athus - Grivegnée.
Au début de la Première Guerre mondiale, le travail sera interrompu. Le haut fourneau de Grivegnée est démoli pendant celle-ci et on décide de le reconstruire à Athus. L'usine est ainsi dotée d'un quatrième haut fourneau de 3 mètres 50 de creuset. En 1927, deuxième fusion : La S.A. Athus - Grivegniée fusionne avec la S.A. des Aciéries d'Angleur et des charbonnages Belges. Cette nouvelle société prend le nom de S.A. d'Angleur - Athus et en 1928 un cinquième haut fourneau est érigé ainsi qu'un cinquième convertisseur à l’aciérie en 1937. Pendant la Seconde Guerre mondiale, les Allemands occupent l'usine et expatrie l'acier pour leurs propres fonds. Athus et l'usine seront libérées en septembre 1944.

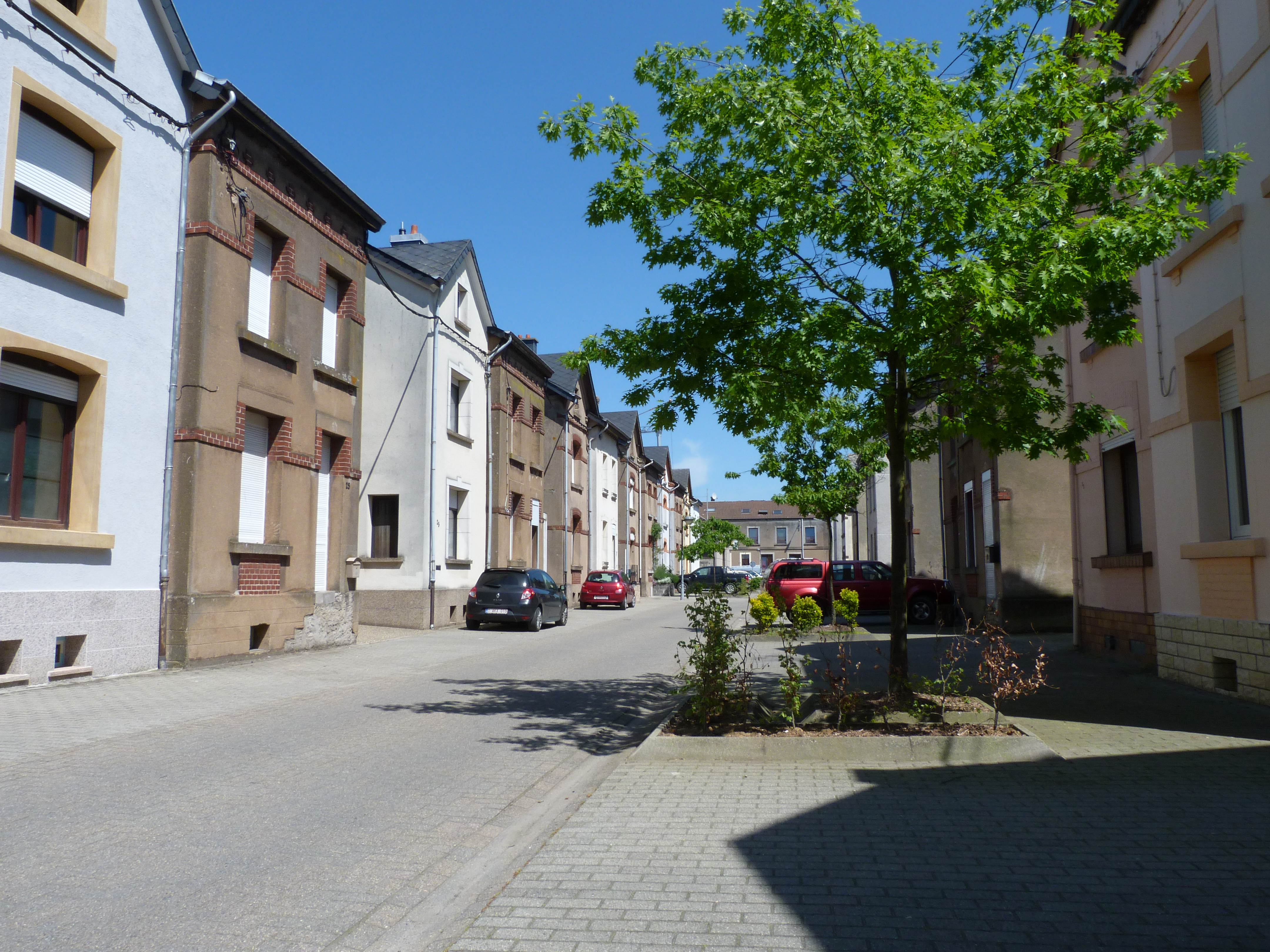
Les maisons ouvrières typiques des rues aux alentours du site de l'ancienne usine, au sud de la cité, comme ici la Rue Ougrée.

En 1945, nouvelle fusion : la S.A. d'Angleur - Athus fusionne avec la S.A. John Cockerill. L'usine modernisée produit 358 000 tonnes d'acier et se voit dotée d'un moulin à scories et d'un complexe à production d’oxygène. Le 30 mars 1973, Cockerill cède sa division d'Athus à la Métallurgique et Minière de Rodange et la nouvelle dénomination est changée en Métallurgique et Minière de Rodange Athus (MMRA).
Mais cette fusion est purement axée sur le financier et n'est pas profitable. De plus, la concurrence se fait rude et la situation empire malgré les promesses et les garanties des dirigeants.
Après plusieurs exploitations, stoppées, reprises, fusionnées et les manifestations ouvrières extraordinaires (notamment à Bruxelles), le 5 septembre 1977 l’usine d’Athus ferme définitivement ses portes et sera entièrement démantelée. Elle sera la première grande usine sidérurgique et métallurgique à fermer en Belgique, annonçant le déclin de cette activité dans toute l'Europe du Nord.
Cet événement marqua profondément l'histoire de la ville ainsi que son économie et restera profondément gravé dans la mémoire de la population de toute la région. Certains employés ont été transférés sur le site sidérurgique de Rodange au grand-duché de Luxembourg. Aujourd'hui ne subsistent que quelques bâtiments comme le Musée « Athus et l'Acier » ainsi que les « cités » d'ouvriers, faites de maisons typiques (Rue Ougrée, Rue de la Chiers...).
L'usine se situait à l'emplacement actuel de la Rue du Terminal, à côté du confluent de la Messancy et de la Chiers, non loin de la Rue de Rodange. Elle a également été un bastion de la résistance sud-luxembourgeoise dans lequel elle s'était barricadée lors des derniers jours de l'occupation allemande à la fin de la Seconde Guerre mondiale.

### Après la sidérurgie
Lors de la fermeture de l'usine en 1977 et avec le déclin de l'activité sidérurgique dans la région, Athus n'était plus que l'ombre d'elle-même, l'ombre de cette ville riche et florissante qu'elle était autrefois grâce à ses travailleurs de l'acier. Pour remédier à l'après sidérurgie et tenter de créer de nouveaux emplois, les politiciens locaux invitèrent plusieurs grandes entreprises à s'installer dans la région telles que Champion (à Aubange) ou Ampacet (à Messancy).

#### Le P.E.D. (Pôle Européen de Développement)
Le Pôle Européen de Développement est un espace économique, commercial et industriel situé autour des « trois frontières », à l'extrémité sud d'Athus et de Rodange (Luxembourg), et au nord de Mont-Saint-Martin (France). Il fut créé en 1985 par un accord signé avec ces deux autres pays afin de redynamiser la région d'un point de vue économique. Une politique commune d’aménagement du territoire fut déterminée en 1993 via la signature d’une charte entre les différents membres de l’association. Ces dernières années, le P.E.D. a noué des contacts avec le projet luxembourgeois voisin d'Esch-Belval afin d'étendre encore la zone de coopération à cet ancien site sidérurgique, également en gros travaux de réaménagement.
On trouve plusieurs types d'industries ou de services sur le site :
- des industries techniques: AGC (usine de verre), Scott, Ampacet, Magolux...
- des commerces : Le gigantesque espace commerciale Pôle Europe. Les hypermarchés Auchan, Cora ou Cactus. Le zoning des Acacias (Athus), du Pulleventeux (Longwy)...
- des services de loisirs : complexe cinématographique Utopolis (Longwy).
- des services HORECA : hôtel-restaurant « Le pôle européen », restaurant « La criée », restauration rapide KFC...

#### Le Terminal Conteneurs d'Athus (TCA)

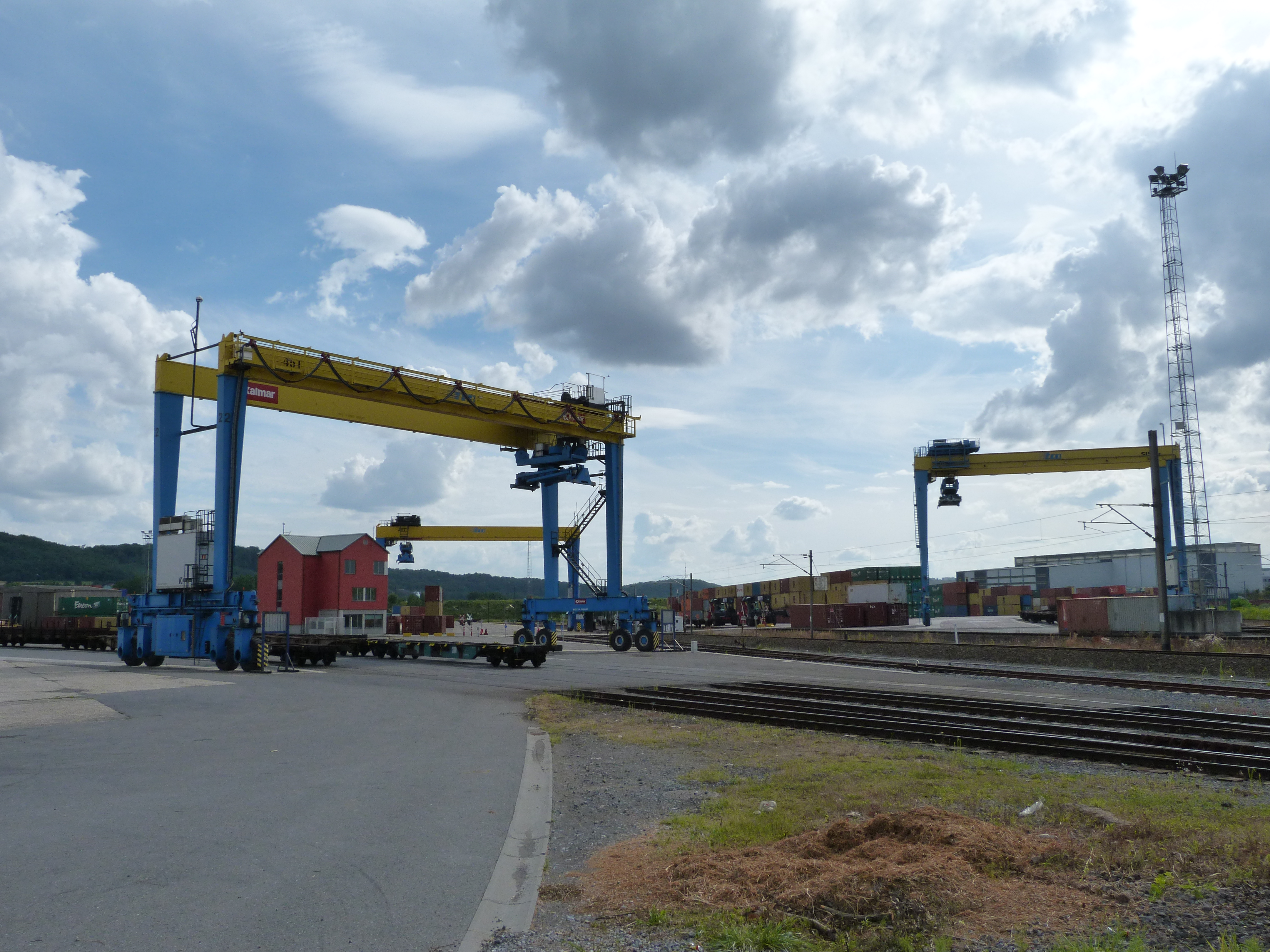
Le Terminal Conteneurs actuellement.

Implanté au cœur du P.E.D., le TCA fut créé en 1979, avec l'appui d'IDELUX. Il est spécialisé dans la gestion de conteneurs par rail depuis la mer du Nord (principalement les ports d'Anvers, Zeebruges et Rotterdam via la ligne « Athus - Meuse » notamment) vers l'arrière-pays européen (France, Allemagne, Luxembourg). Cette entreprise est le porte-drapeau de la cité et de la région d'un point de vue international. En effet le TCA ne cesse d'accroître son activité, reconstruisant petit à petit la renommée internationale et commerciale d'Athus.
Le TCA c'est, en quelques chiffres :
- en 1979 : 2 030 conteneurs traités sur une surface exploitable de 1,5 ha
- en 1983 : la superficie du terminal passe à 3 ha
- en 1992 : elle dépasse 6 ha
- les années 1999 et 2000 voient une progression importante des investissements : 60 000 conteneurs sont ainsi traités sur une capacité de 80.000, et la superficie s’élève à 11 ha
- en 2006 : à la suite de nouveaux investissements (4 000 000 euros), le Terminal Conteneurs d'Athus connait une nouvelle hausse de sa superficie (15 ha) et porte sa capacité de traitement de conteneurs à 120 000 conteneurs par an.
- en 2020: une meilleure connexion ferroviaire du TCA avec le réseau ferroviaire français a été réalisé[59],[60].

### Transports

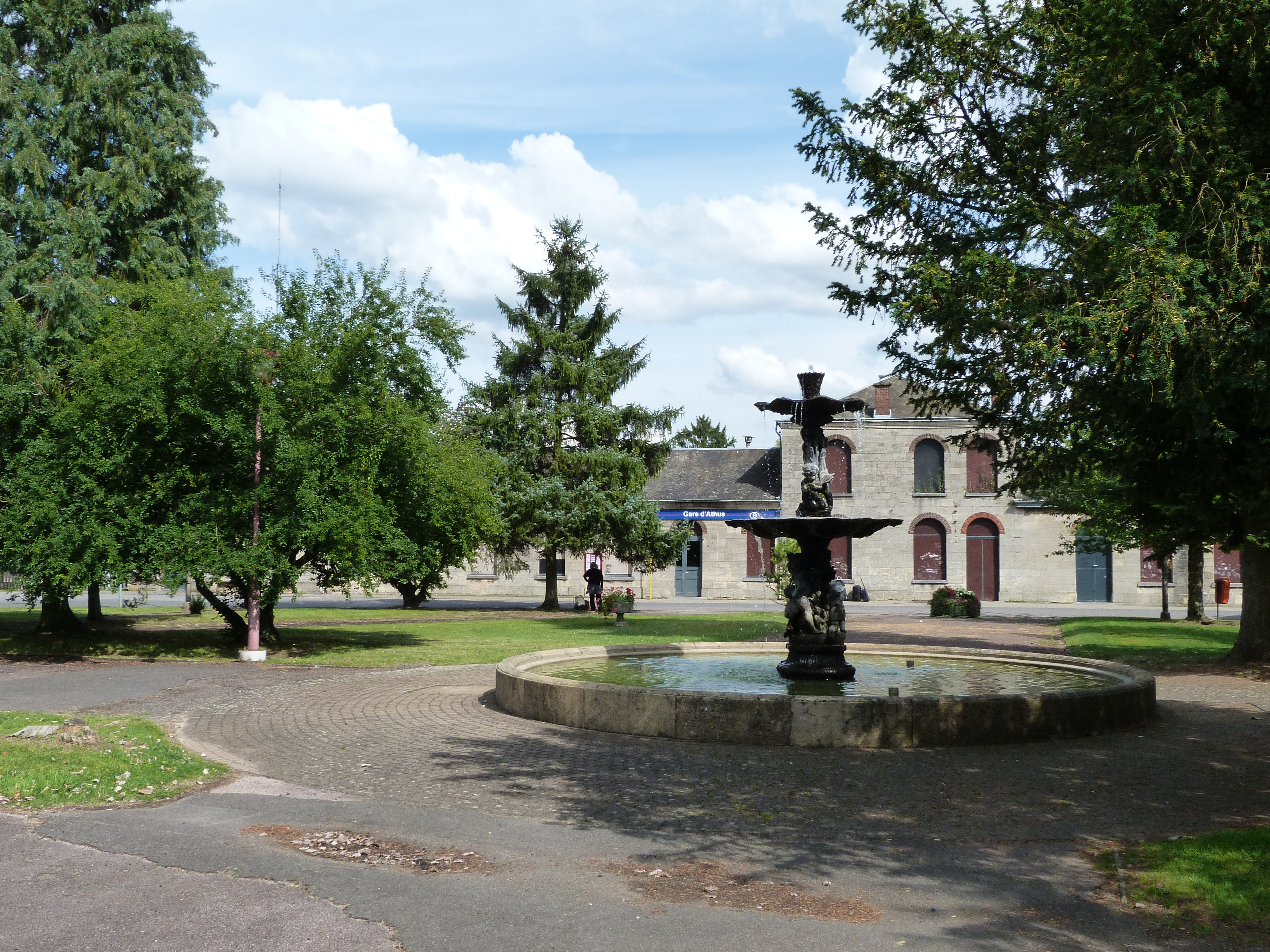
La gare vue depuis la place des Martyrs.

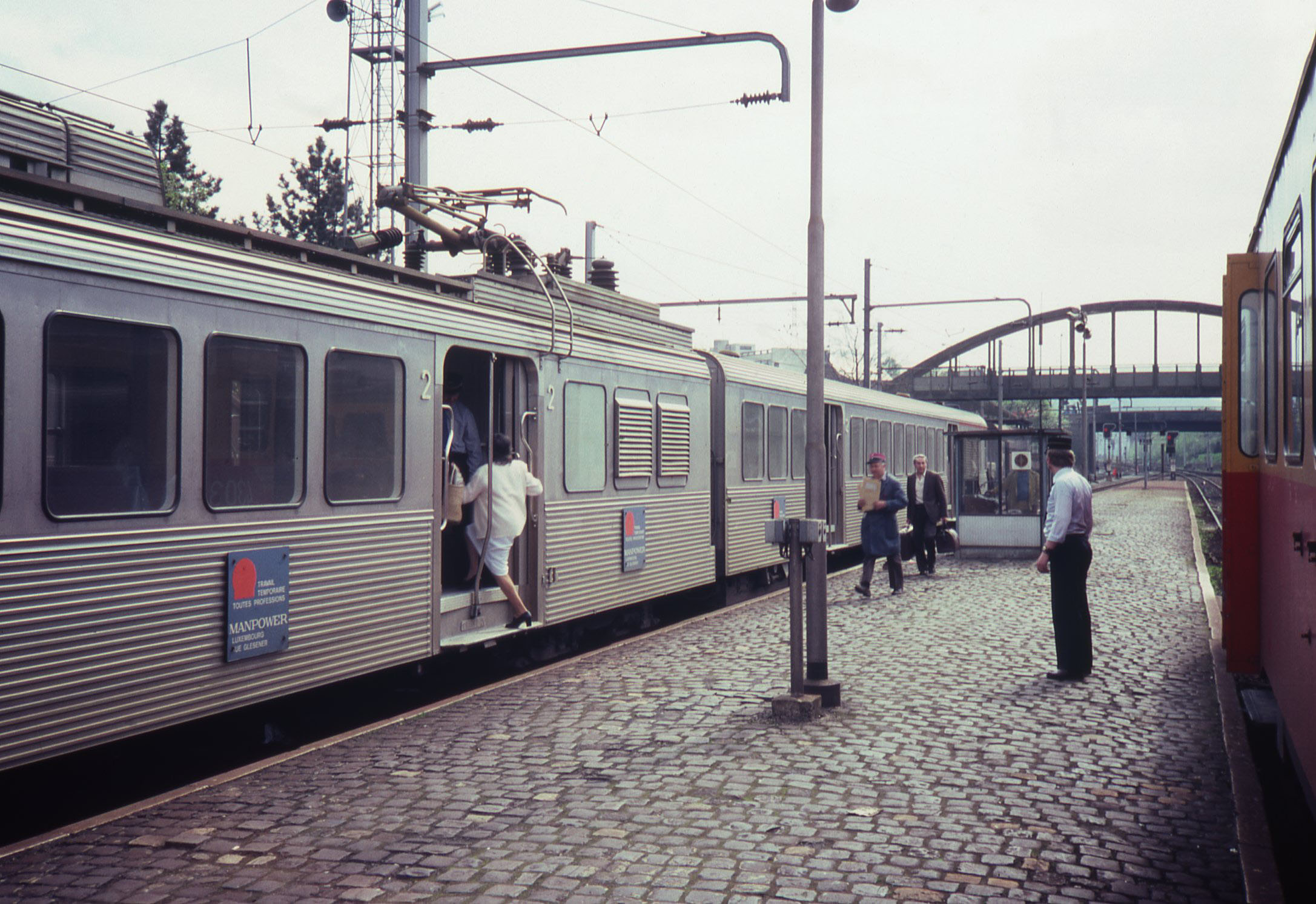
La gare d'Athus en 1981, avec automotrice des CFL.

#### Chemin de fer
La gare se situe sur deux lignes SNCB: la ligne 167 vers Arlon et la ligne 165 vers Bertrix et Namur (dite aussi L'Athus - Meuse).
Elle est également connectée au réseau luxembourgeois vers Rodange et un projet de reconnexion vers Longwy (France) est prévu. Tout comme la ville, la gare a beaucoup souffert de la fermeture de l'usine sidérurgique. En effet, le trafic des voyageurs était bien plus important avant 1977, pendant les années d'or de la ville.
Voici les différentes lignes passagers :
- Lignes SNCB :
  - une relation omnibus Arlon - Messancy - Athus - Aubange - Halanzy - Virton - Bertrix - Libramont cadencée à l'heure en semaine, et toutes les 2 heures le weekend
- Lignes CFL :
  - une relation Athus - Luxembourg-ville toutes les 30 minutes

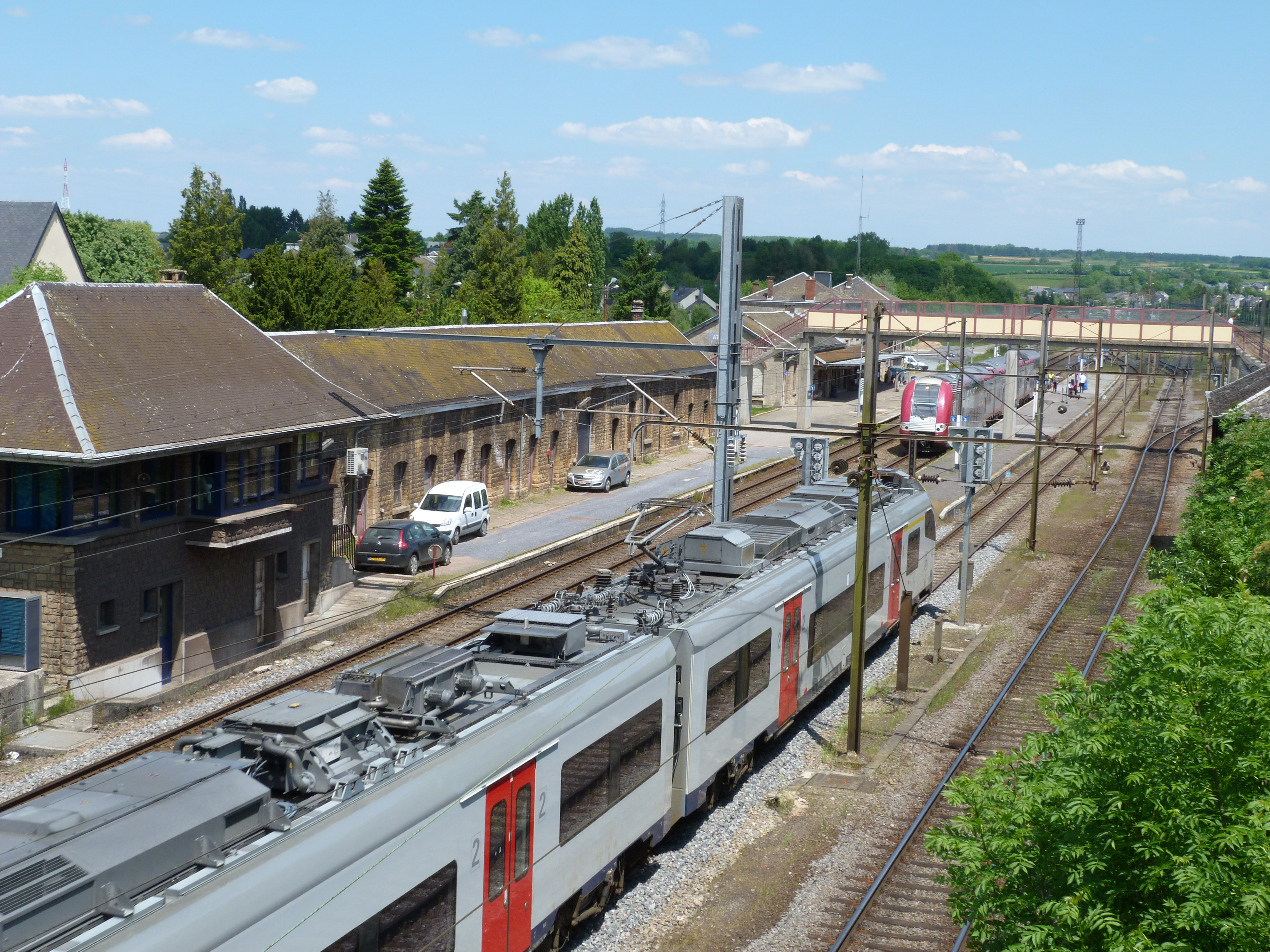
La gare d'Athus: un train belge « Desiro » reliant Libramont à Arlon et un train luxembourgeois des CFL en partance pour Luxembourg-ville via Pétange.

#### Routes
Athus est desservie par l'A28 (qui devient la N81 jusqu'à Arlon au nord (connectant l'E411 vers Bruxelles et Luxembourg-Ville à l'échangeur de Weyler, sortie 32) et jusqu'à l'échangeur avec la E42, vers Metz et Nancy, à Guénange (France) au sud, changeant de nom après la frontière française pour s’appeler N52 puis A30.
Elle est également traversée par la N88, qui relie Florenville à Pétange (frontière luxembourgeoise) et longée au sud par la N830, nommée Avenue de l'Europe sorte de contournement de la ville, qui est le prolongement de l'A13, jusqu'à Esch-sur-Alzette (et Luxembourg-Ville) dans un sens et jusqu'à Mont-Saint-Martin dans l'autre.
Du fait de sa situation géographique, Athus est tous les jours traversée par des centaines de navetteurs transfrontaliers venant de Lorraine belge en direction du Luxembourg, ce qui ne manque pas de créer des soucis de trafic dans le centre-ville.
La finalisation de l'autoroute A28 (voir A28) côté belge avec une connexion à la E411 et à l'A13 côté Luxembourgeois, ainsi que la mise en autoroute de l'actuelle nationale N52 côté français (prolongeant l'A28), comme imaginé dans les années 1970, serait une possibilité pour réduire le trafic motorisé en transit dans le centre d'Athus. Mais tout ceci s'avère trop coûteux pour la région wallonne et l'État français (ainsi que des tensions avec les riverains qui se retrouveraient proche de cette nouvelle autoroute: à Longeau, à Sélange). La mise à 2X2 voies du contournement a déjà été envisagé à plusieurs reprises. Mais cette fois-ci, c'est côté luxembourgeois que le projet n'est pas soutenu.

#### Lignes de bus
La cité est desservie principalement par des lignes de bus belges de la société TEC section Namur-Luxembourg. Ces lignes sont les suivantes (à l'exception de la ligne 16, les autres numéros ne sont plus d'actualité):
- 72 : Saint-Léger - Baranzy - Athus - Turpange - Arlon - Ethe - Florenville
- 73 : Saint-Léger - Habergy - Differt - Messancy - Athus
- 75 : Athus - Longwy
- 76/1 : Rachecourt - Athus - Messancy - Differt
- 76/4 : Rachecourt - Athus - Messancy - Differt
- 83 : Saint-Mard - Virton - Aubange - Luxembourg-ville
- 85 : Differt - Athus - Dippach - Luxembourg-ville
- 86 : Arlon - Rodange (express)
- 16 : Arlon - Athus - Virton
- 1011 : Liège - Houffalize - Bastogne - Arlon - Athus (la plus longue ligne de bus de Belgique) → Cette ligne a été supprimée en septembre 2021. Cette ligne a été remplacée par la ligne express E69 qui fait désormais la connexion Arlon - Liège[61],[62].

D'autres lignes de bus traversent également la ville :
- la ligne privée reliant l'usine Ferrero d'Arlon ;
- la ligne luxembourgeoise entre Pétange - Rodange - Athus - espace commercial « Pôle Europe » de Mont-Saint-Martin ;
- la ligne urbaine d'Athus, le vendredi uniquement, permettant aux Athusiens de se rendre au marché, Place du Brüll.

### Services

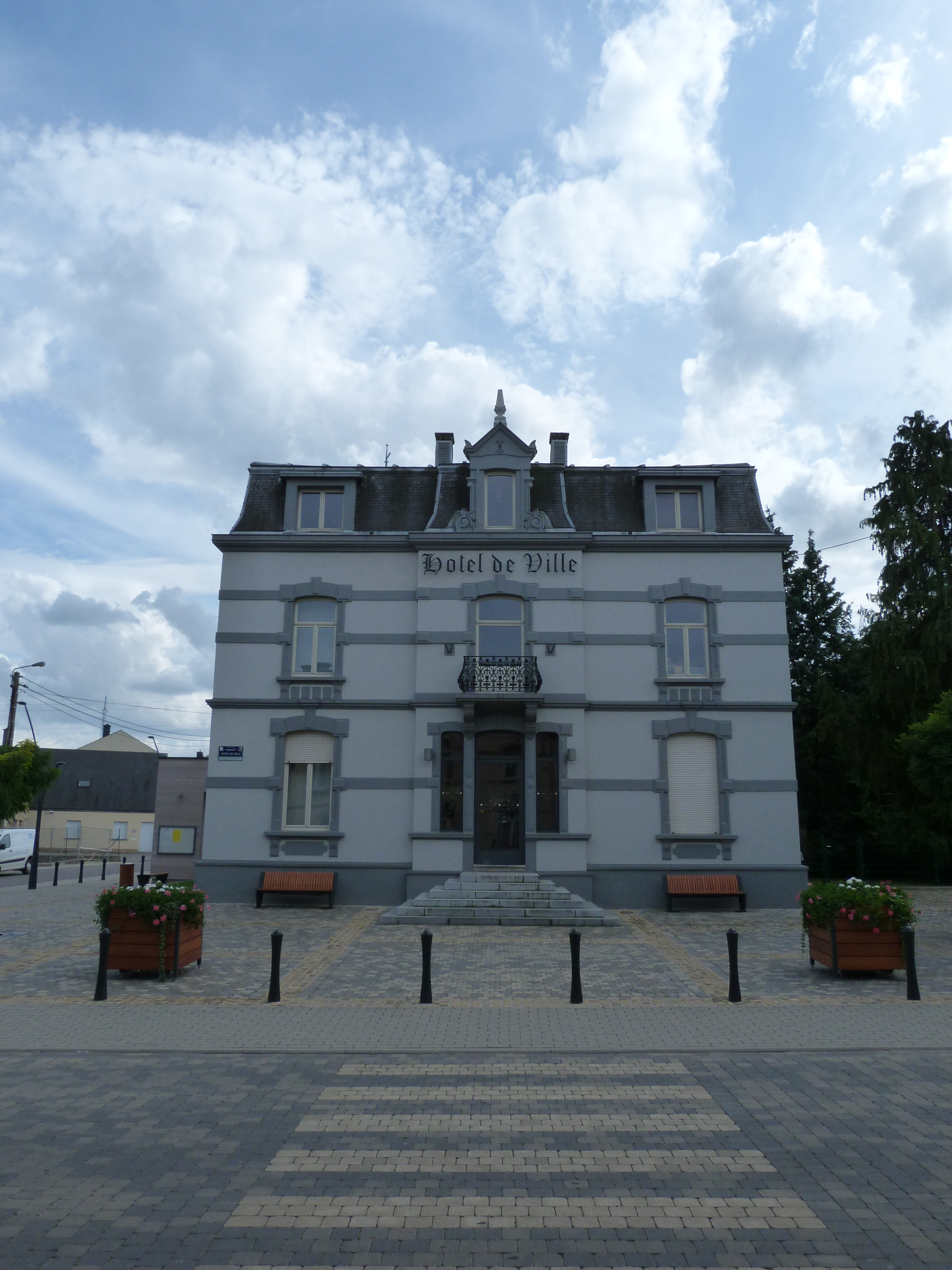
L'hôtel de ville de la commune d'Aubange, qui siège à Athus, rue Haute.

Athus étant la plus grande et la plus peuplée des sections de la ville d'Aubange, beaucoup de services s'y trouvent. Parmi ceux-ci :
- L'Hôtel de ville (Rue Haute) ;
- les services postaux à la Poste (Rue Haute) ;
- les services d'incendie, à la caserne des pompiers, poste no 2 de la zone de secours Luxembourg (Rue des Métallurgistes) ;
- les services de la police au commissariat principal de police de la zone de police Sud-Luxembourg (Rue des Usines) ;
- les services sociaux au CPAS (Avenue de la Libération) :
  - au centre de planning familial (Rue Albert Claude Prix Nobel) et
  - à l'antenne de la Croix-Rouge de Belgique (Grand-Rue).

Autrefois s'y trouvait également un hôpital aujourd'hui transformé en maison de soins psychiatriques, où se trouve également le CPAS. À côté, une maison de retraite de 90 lits a été construite (clinique Belle-Vue, Avenue de la Libération).

## Sport et vie associative

### Sport

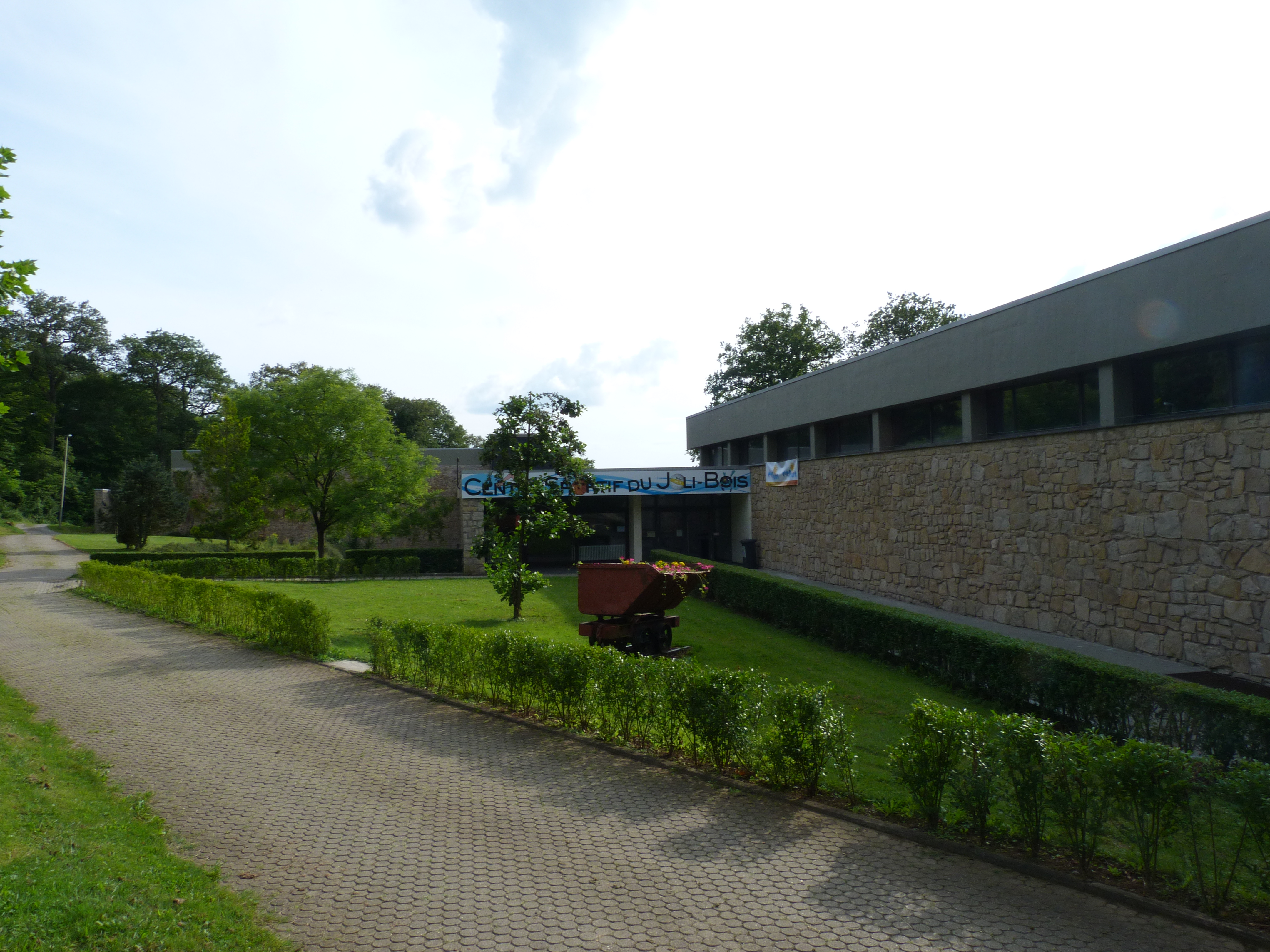
Le complexe sportif du Joli Bois.

Athus possède un complexe sportif : le Joli-Bois, du nom de son emplacement jouxtant le bois. Il est composé d'une salle multisports, d'une piscine et d'un mur d'escalade. C'est le lieu de départ de promenades sur chemins balisés et d'un parcours santé dans la forêt voisine.
Voici la liste des clubs sportifs de la cité :
- le Royal Sporting Club Athusien (RSCA), club de football ;
- le Basket Club d'Athus ;
- les Bourlingueurs du Sud, club de marche (F.F.B.M.P.) ;
- le NCA (Natation Club Athus) ;
- le VC Athus (Volley Club d'Athus) ;
- le Tennis Club Athusien ;
- un club d'escalade ;
- un club de plongée ;
- un club de tir à l'arc ;
- le Karaté Club d'Athus ;
- un club de tennis de table;
- un club d'athlétisme (qui se redéveloppe).

## Personnalités
- Albert Claude (1899 - 1983), scientifique, Prix Nobel de physiologie ou médecine en 1974, y a passé son enfance.
- Edmond Dune (1914 - 1988), poète, écrivain, y est né.
- Hubert Juin (1926 - 1987), écrivain, poète, romancier et critique belge d'expression française, y est né.
- Jean Lebon (1941 - 1989), écrivain, poète, peintre et journaliste y a vécu.
- Jean-Pierre Hansen (1945 - nos jours), homme d'affaires belge, y est né.

## Anecdotes

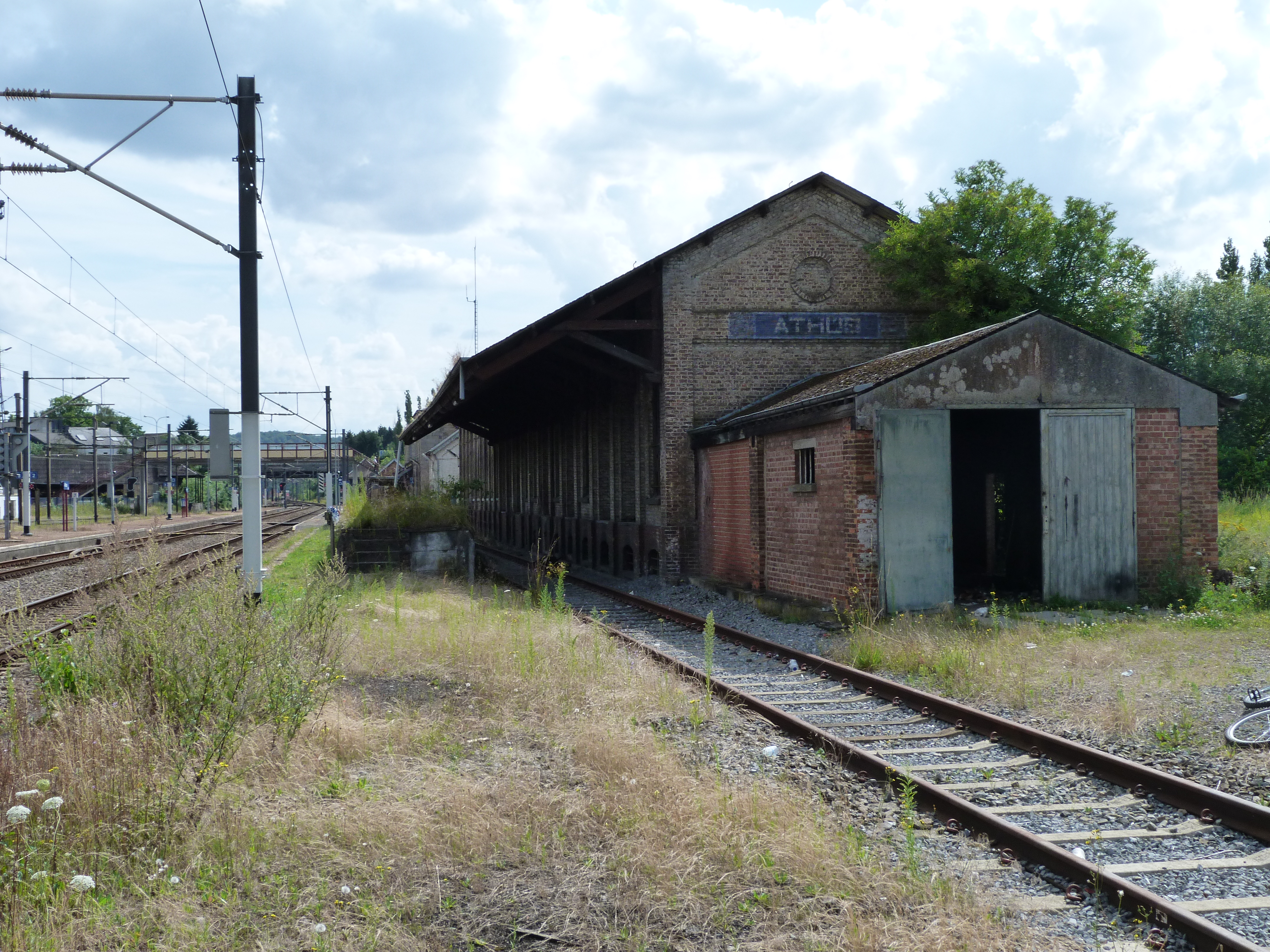
L'ancienne gare cargo, aujourd'hui démolie, servit de lieu de tournage et de shooting photographiques.

- Athus apparaît dans la chanson Moussaillon, capitaine[63] du groupe belge Cré Tonnerre : (« Toutes les filles sont belles, moussaillon, capitaine, d'Athus à Arlon, capitaine, moussaillon. »)
- L'ancien hall de marchandises désaffecté de la gare, aujourd'hui démolie, a fait l'objet de décor pour diverses activités. Il a notamment accueilli un shooting photos de mannequins visant à promouvoir une ligne de vêtements de la jeune styliste locale Marie Schweisthal. Le 22 juin 2012, l'endroit fut également le lieu de tournage de plusieurs scènes du film Tip Top[64] de Serge Bozon, avec notamment François Damiens, Isabelle Huppert, Samy Naceri et Sandrine Kiberlain.

## Galerie de photographies

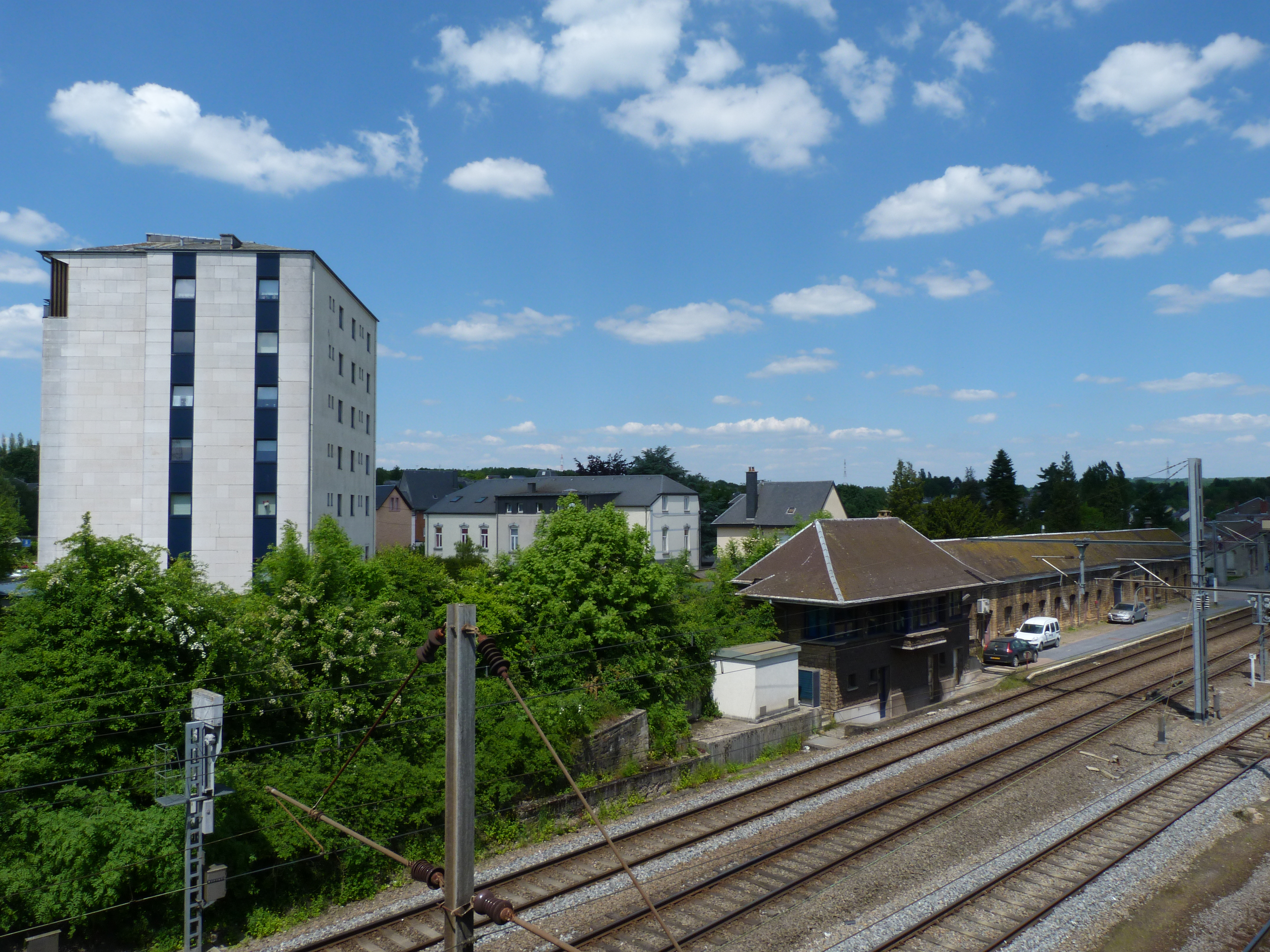
L'immeuble Schwarz et la gare, vus depuis le pont de la rue de la jonction.
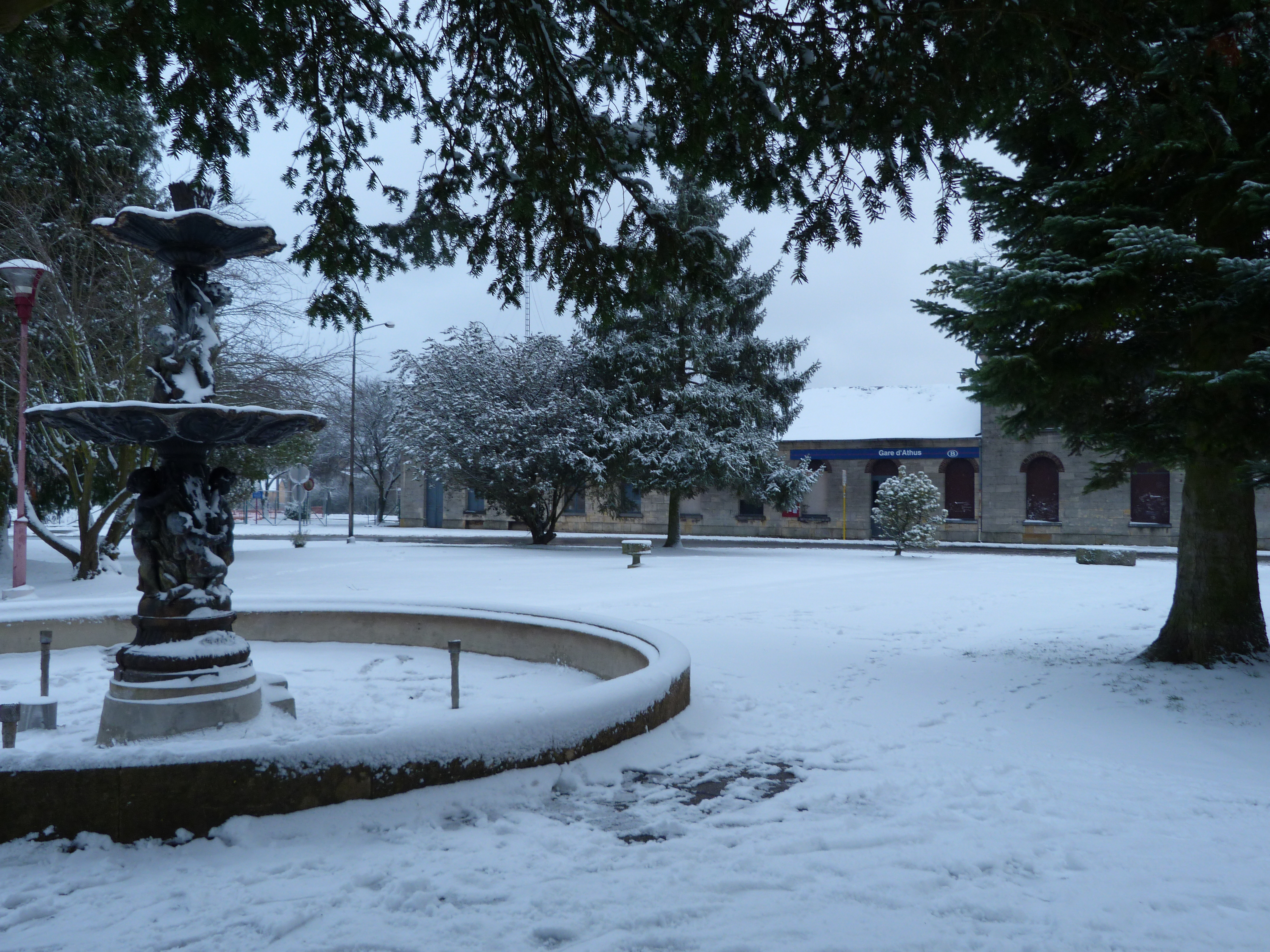
La gare et la place des Martyrs sous la neige.
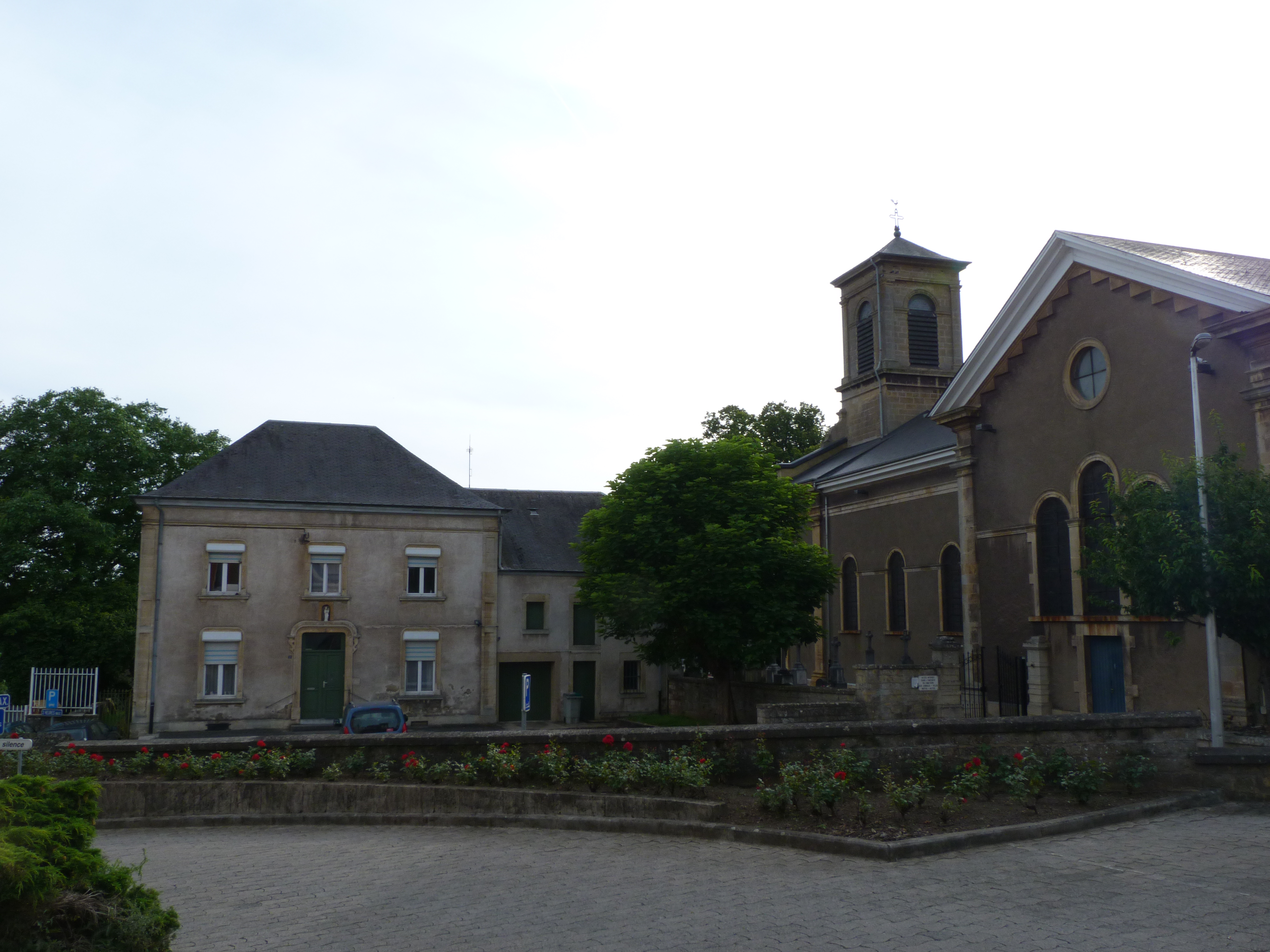
L'Église Saint-Étienne et le presbytère.
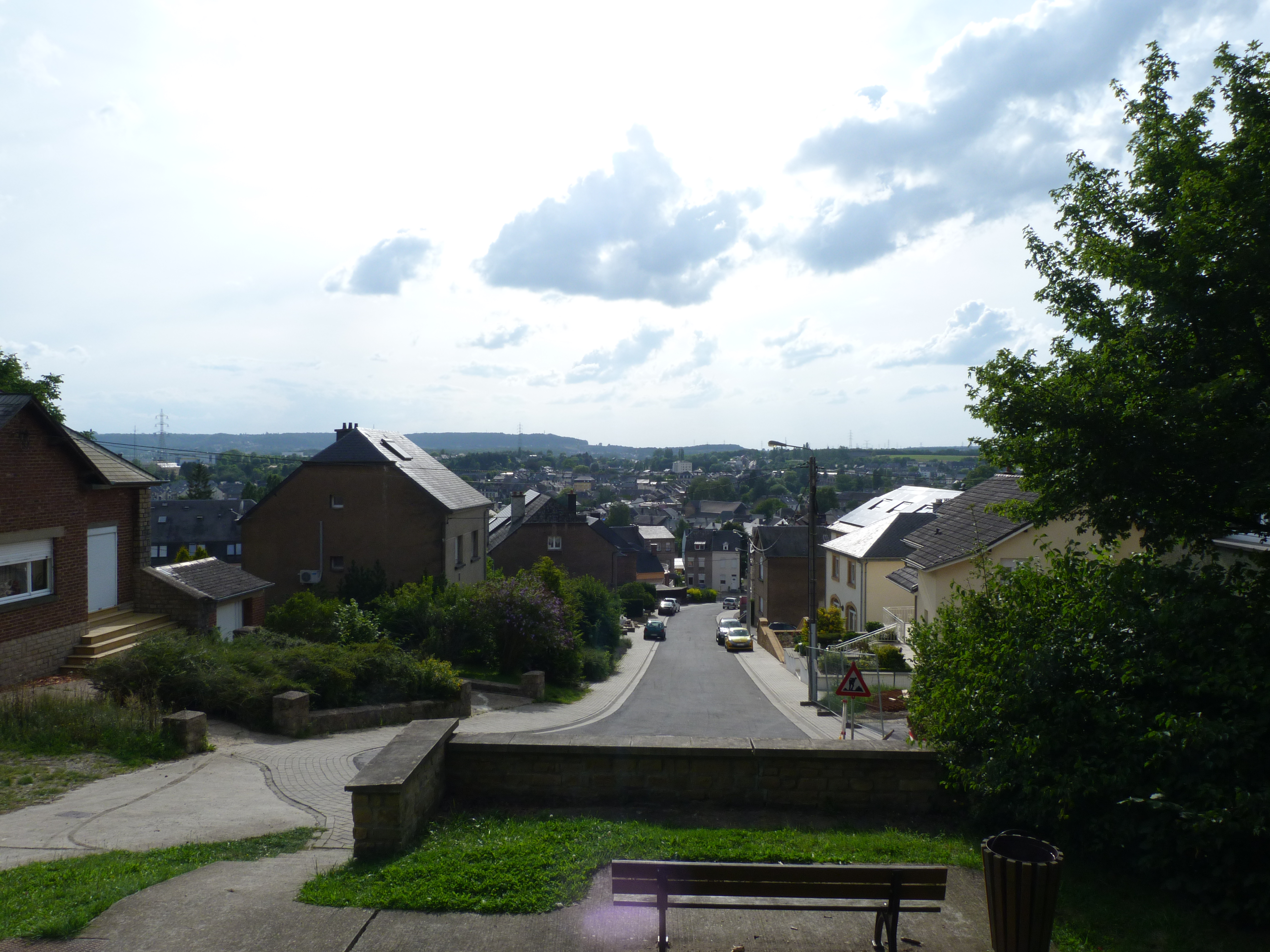
Vue depuis les hauteurs du Joli-Bois.
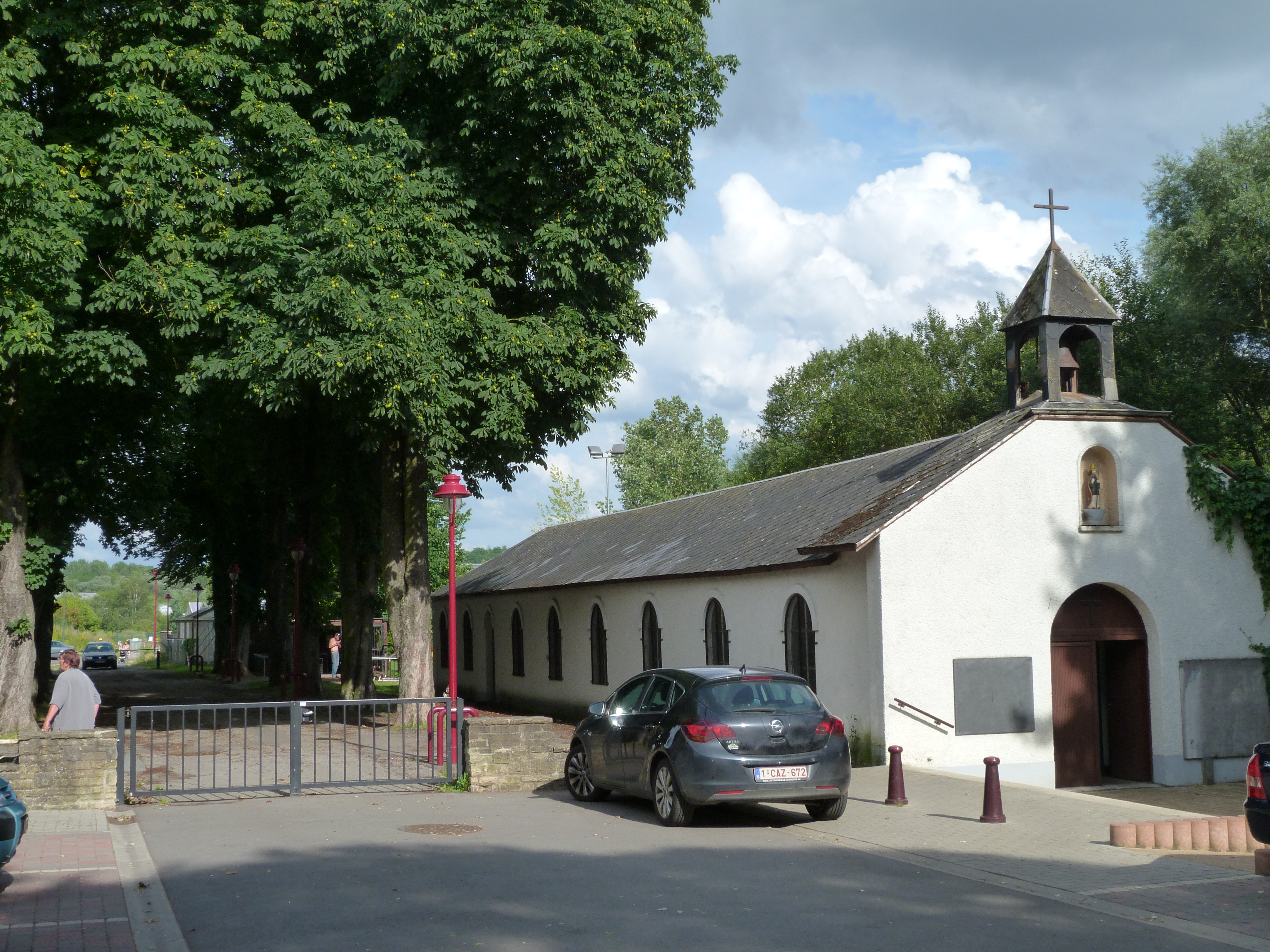
La chapelle Saint-Éloi (dite aussi « Chapelle de la Frontière »).
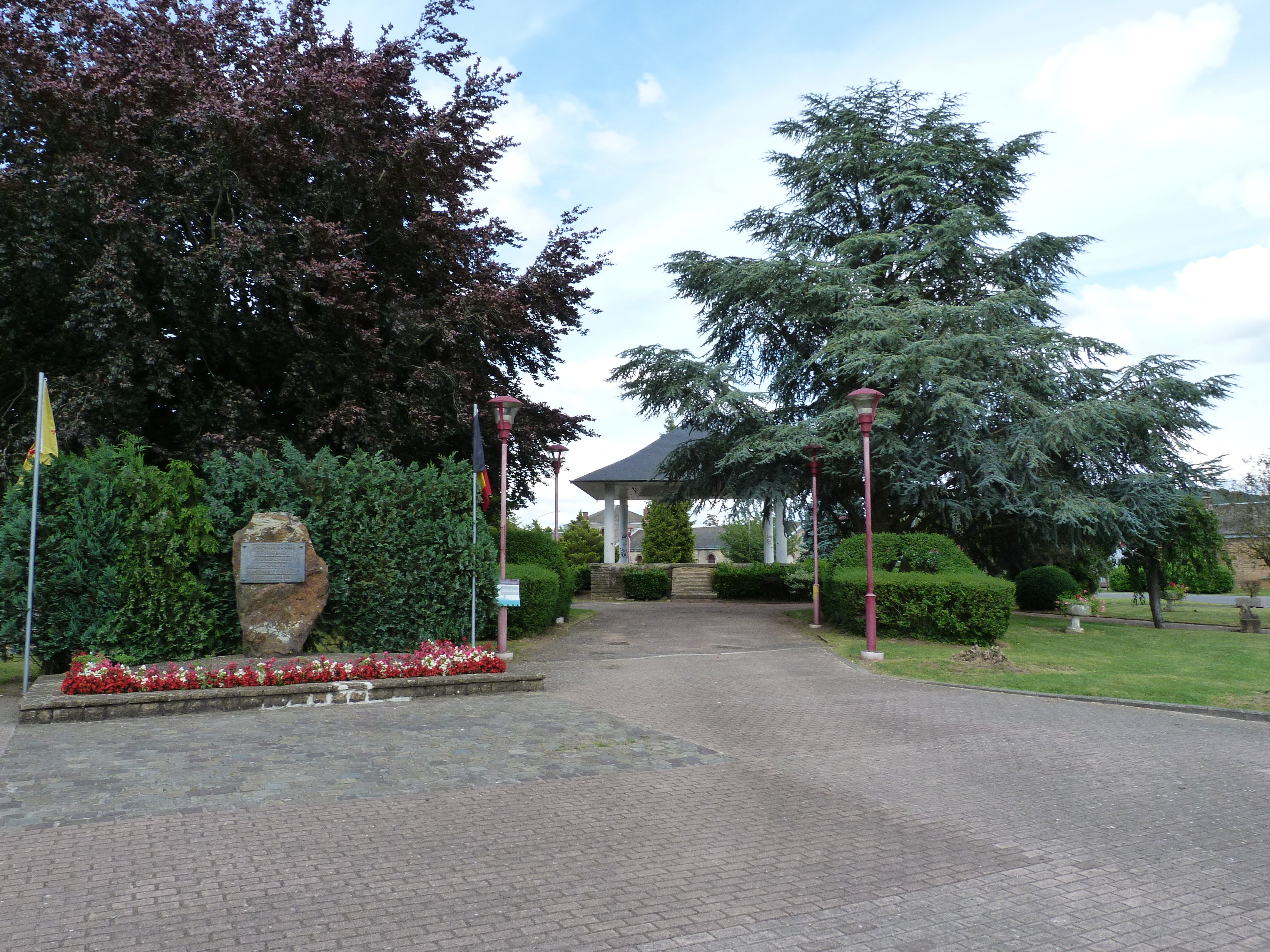
Monument des « Martyrs athusiens » de la Seconde Guerre mondiale.
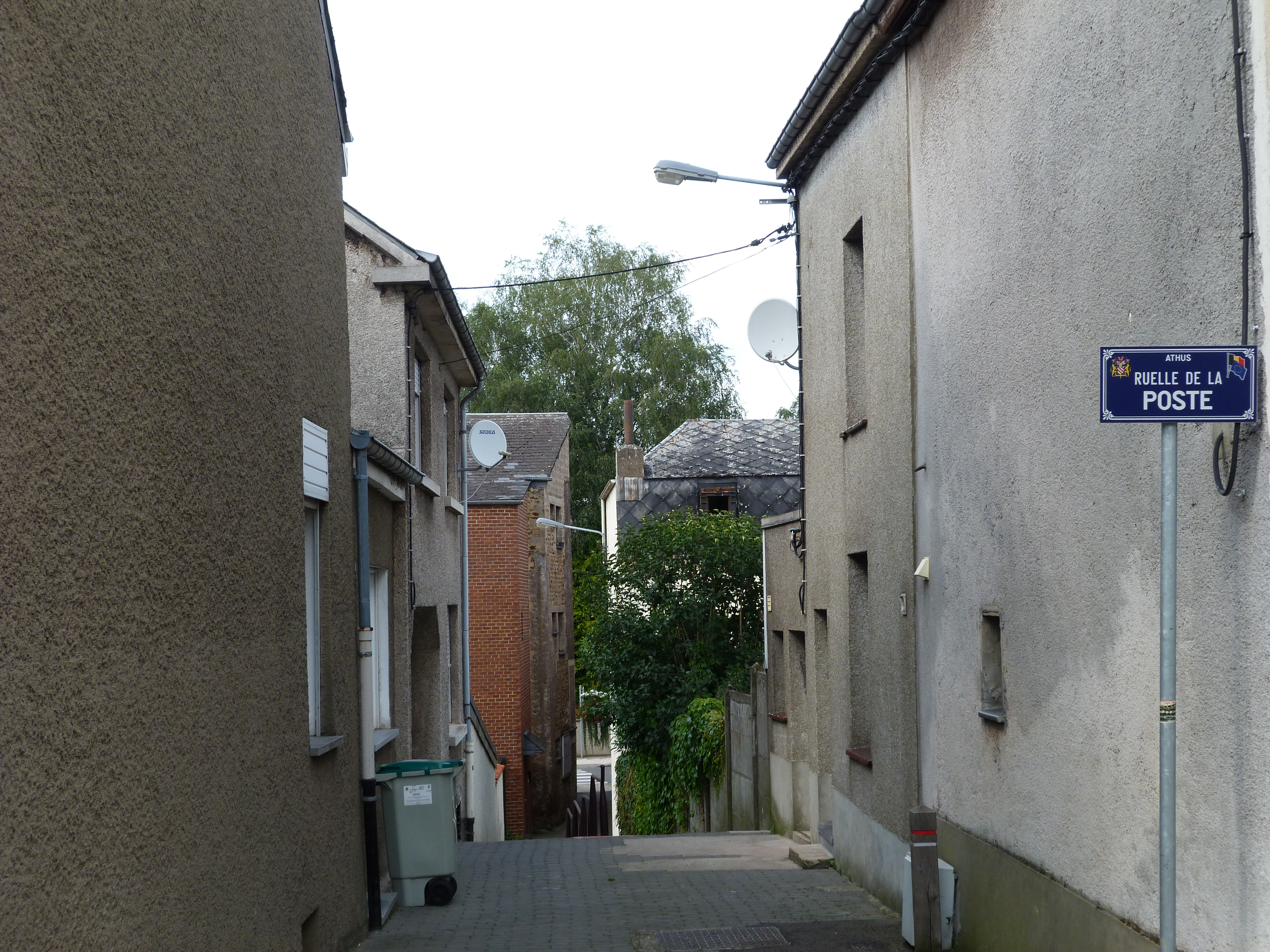
Une des vieilles ruelles: la Ruelle de la Poste.
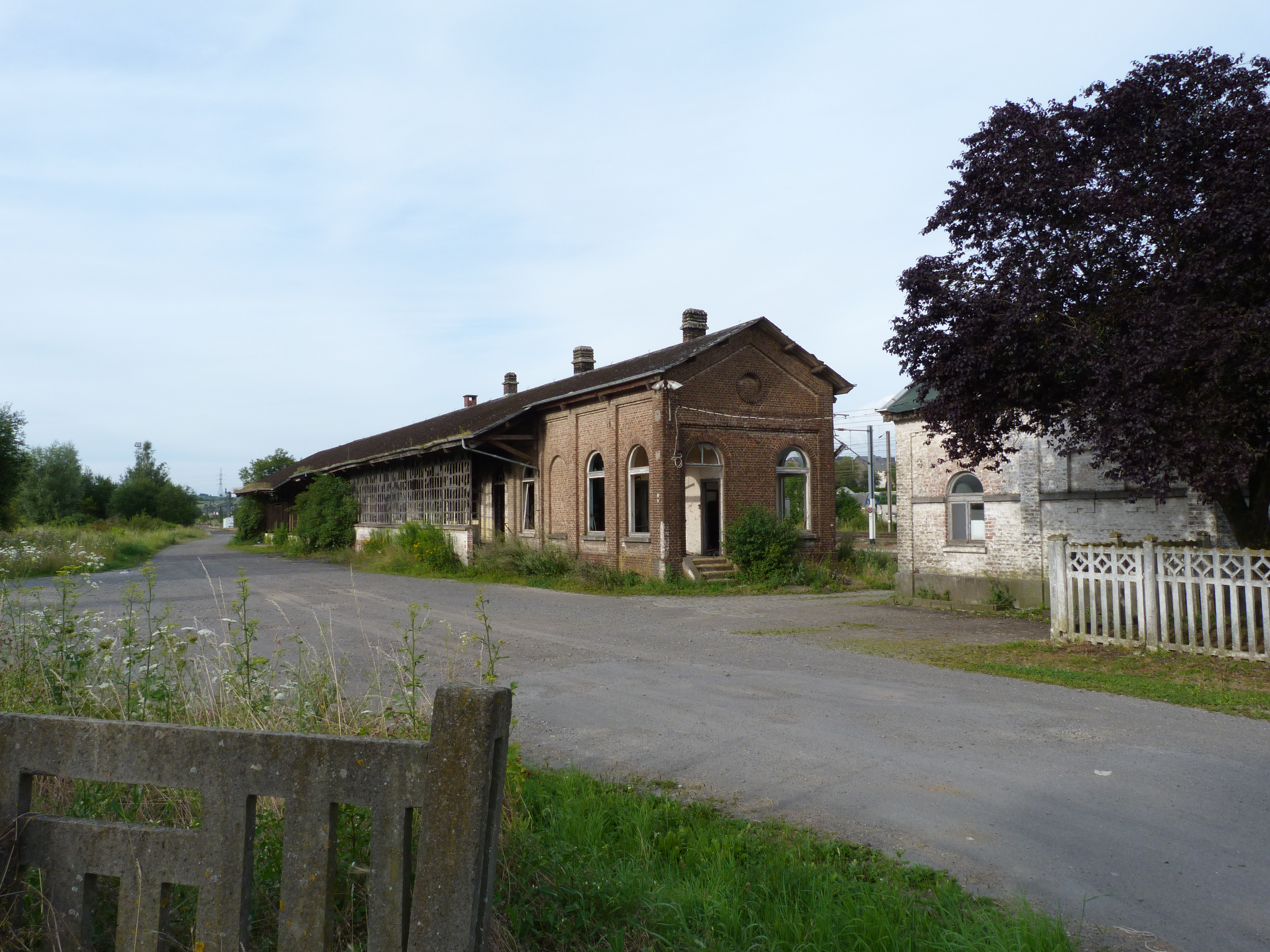
L'ancienne partie cargo de la gare, aujourd'hui démolie.
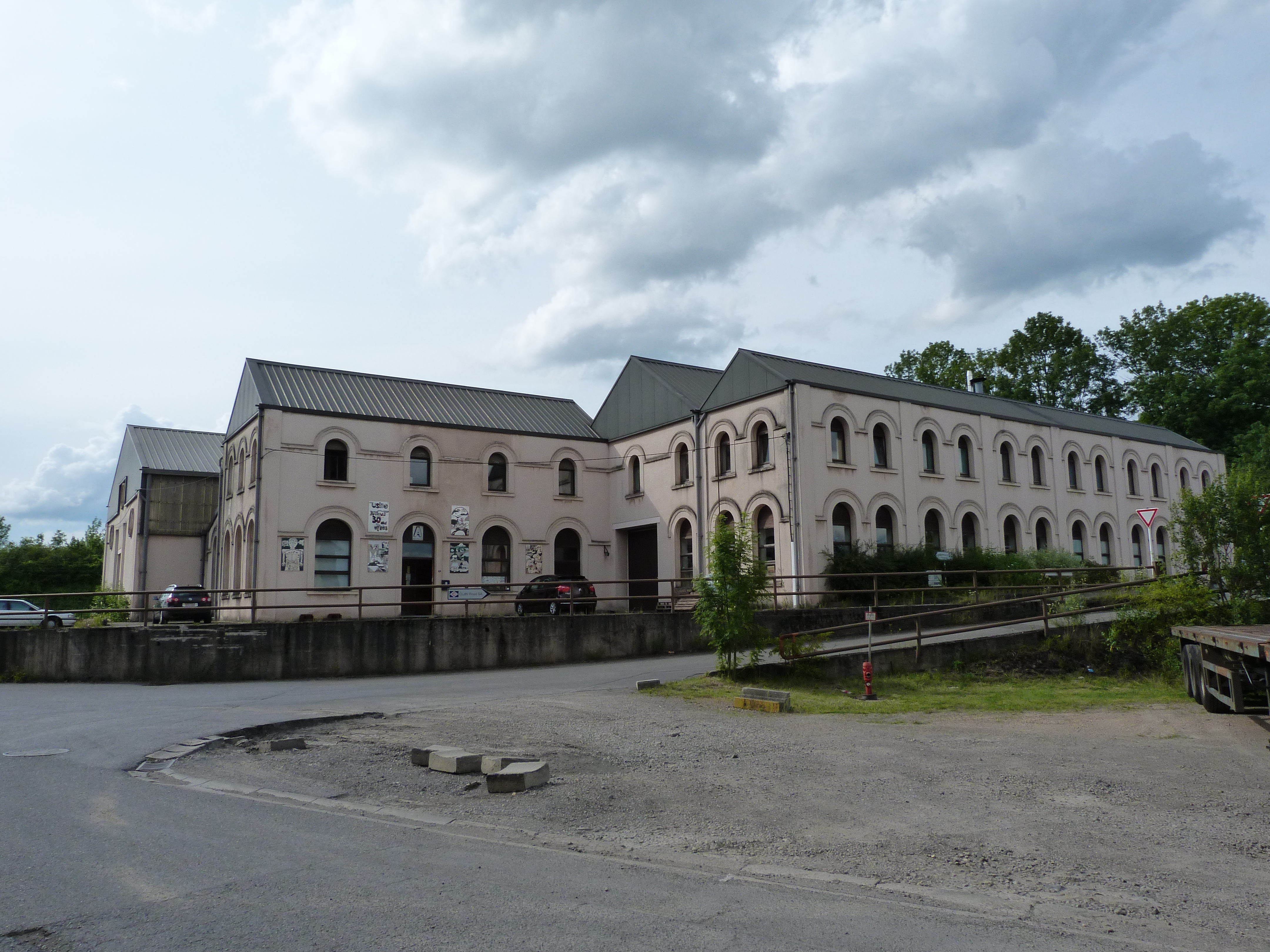
Les deux musées, Rue du Terminal, dans les anciens bâtiments de l'usine.
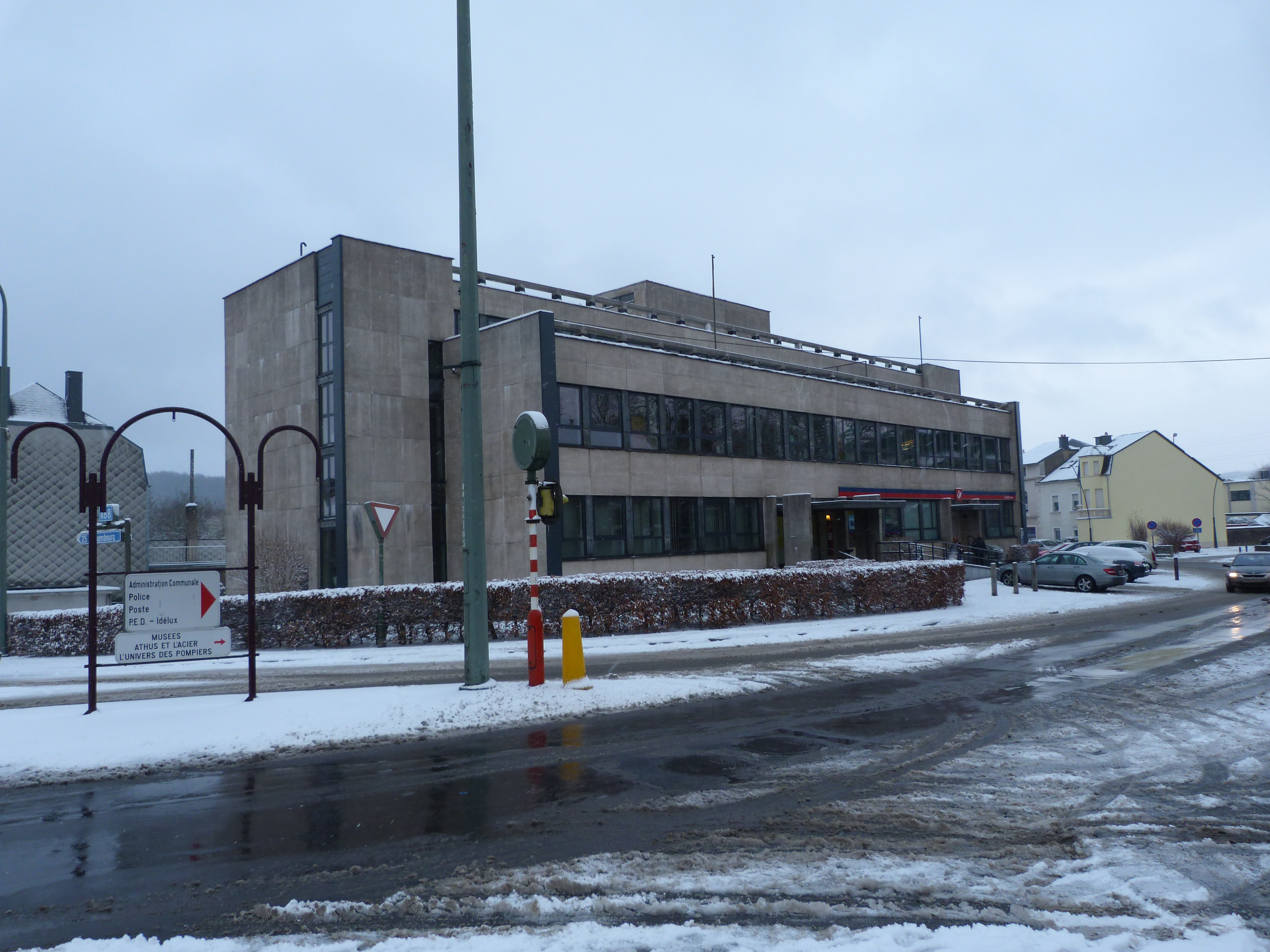
La poste et les bureaux des finances, à l'entrée d'Athus.